# Александр III
Алекса́ндр III Алекса́ндрович (26 февраля [10 марта] 1845, Аничков дворец, Санкт-Петербург — 20 октября [1 ноября] 1894, Ливадийский дворец, Ялтинский уезд, Таврическая губерния, Российская империя) — император Всероссийский, царь Польский и великий князь Финляндский с 1 [13] марта 1881 года. Консерватор, проводивший русификацию национальных окраин. Заключил франко-русский союз. За внешнеполитическое спокойствие при его правлении получил прозвище Миротворец: в годы его царствования Россия не участвовала ни в одном значимом военном конфликте.
Сын императора Александра II и внук Николая I; отец последнего российского монарха Николая II.

## Великий князь, цесаревич
Великий князь Александр Александрович родился 26 февраля [10 марта] 1845 года в Аничковом дворце Санкт-Петербурга. Он был вторым сыном в императорской семье Романовых и готовился к военной службе. Наследовать престол готовился его старший брат Николай, получивший соответствующее воспитание. Александр в день своего 7-летия был пожалован первым офицерским чином, а в 17-летнем возрасте зачислен в Свиту со званием флигель-адъютанта. Главным воспитателем Александра был граф Борис Перовский; образованием заведовал профессор Московского университета экономист Александр Чивилёв.
Первоначально Александр II намеревался женить наследника престола на имевшей репутацию красавицы датской принцессе Александре; но эти планы были расстроены усилиями британской королевы Виктории, поспешившей женить на ней своего сына Альберта (впоследствии король Эдуард VII).

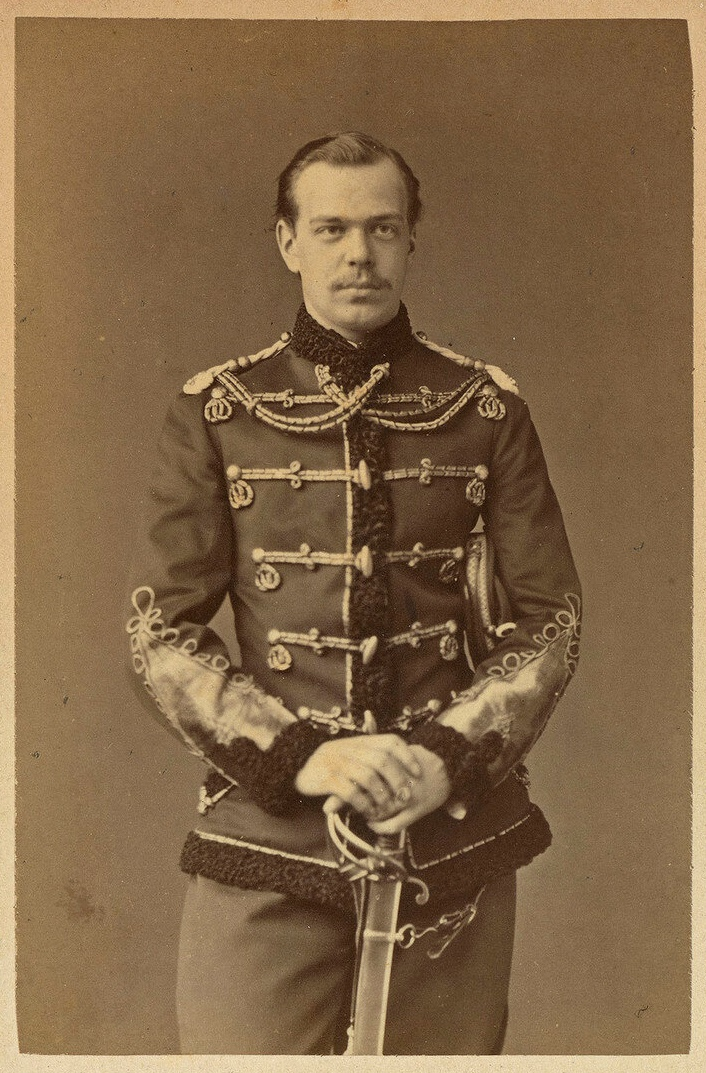
Цесаревич Александр Александрович, 1865

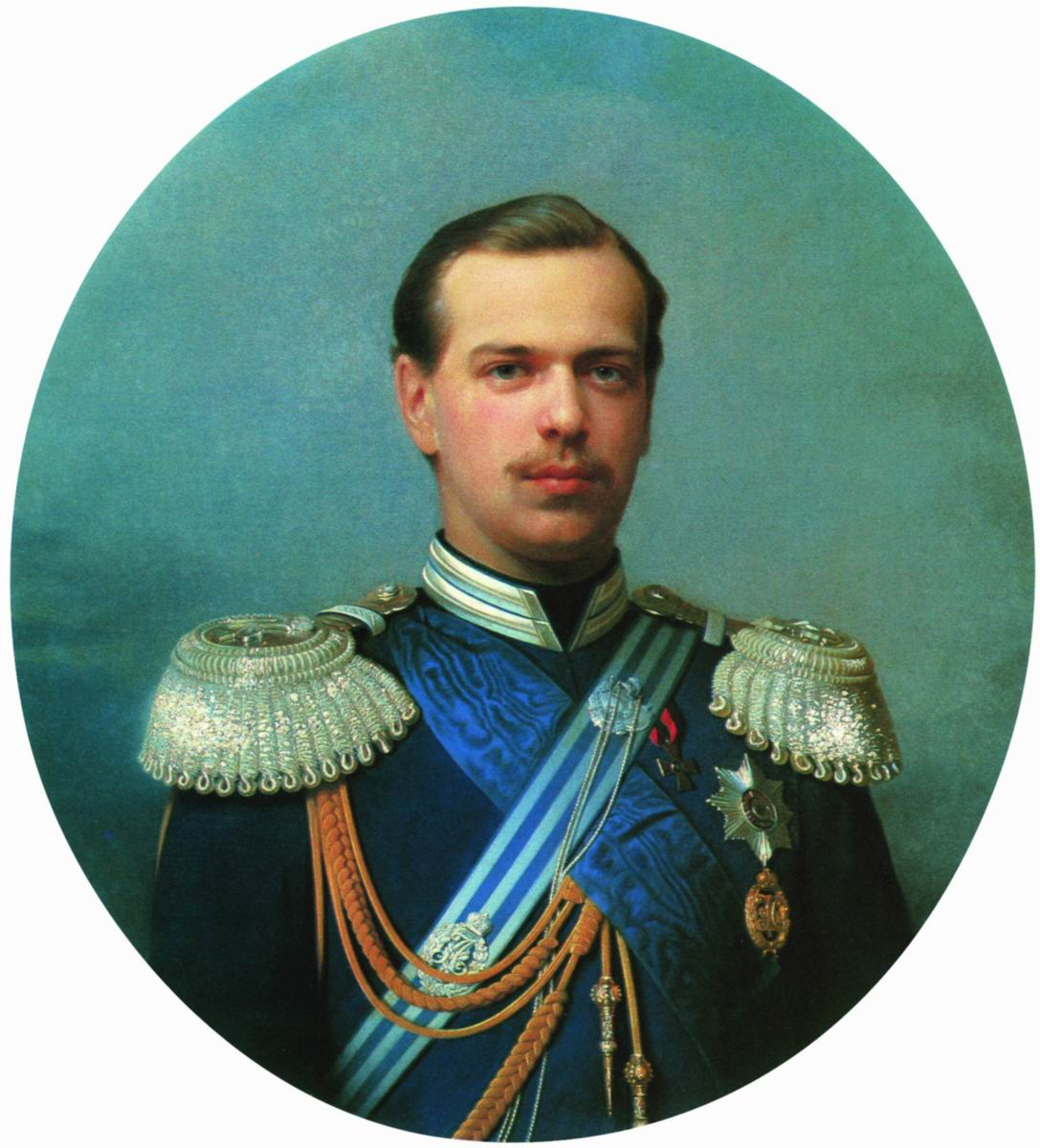
Цесаревич Александр Александрович в мундире лейб-гвардии Атаманского полка, шефом которого он был. 1867, С. Зарянко

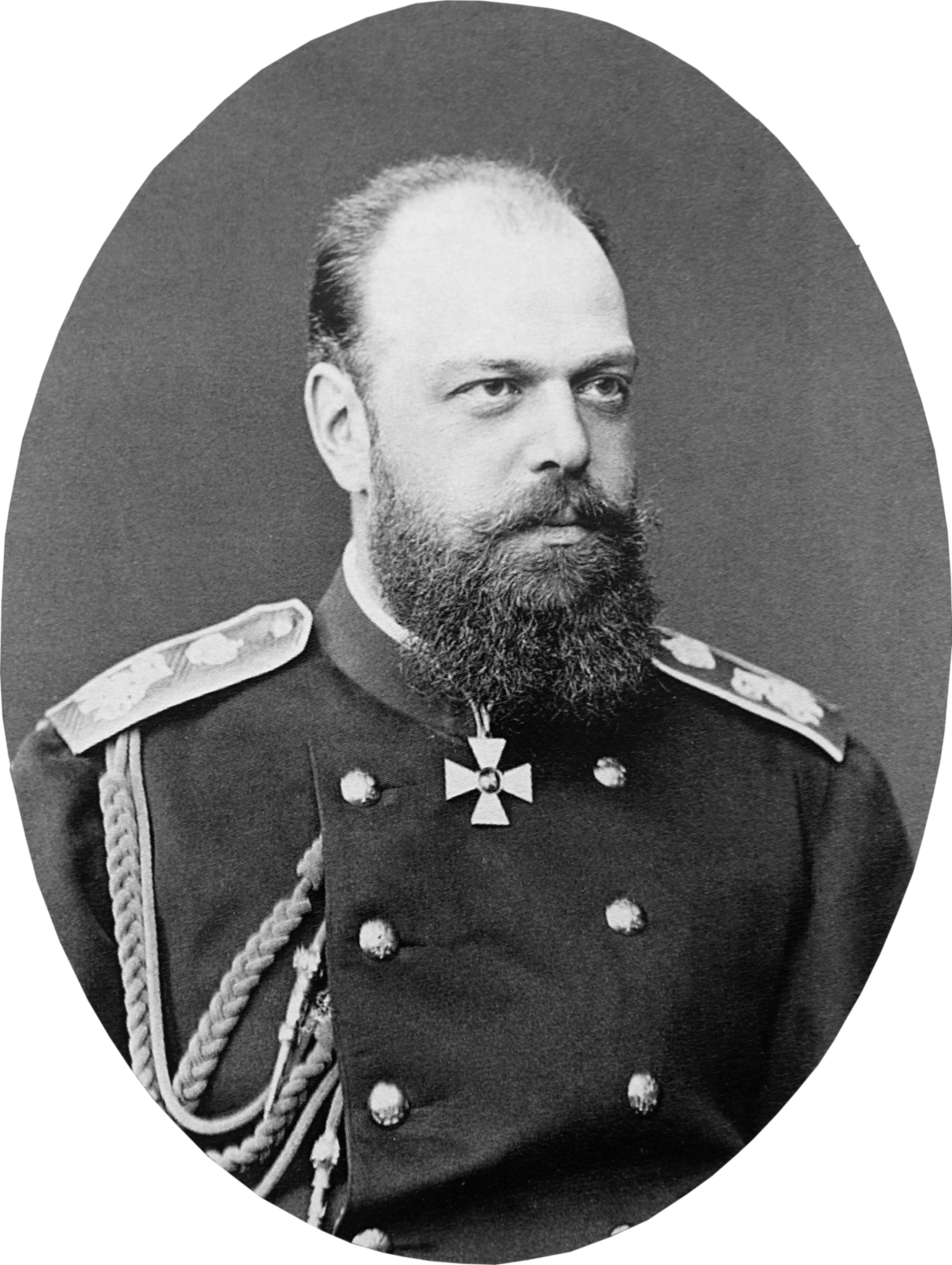
Цесаревич Александр, 1880

Весной 1864 года брат Александра Николай Александрович отправился за границу и, находясь в Дании, сделал предложение датской принцессе Дагмаре; 20 сентября совершилась официальная помолвка. Перед свадьбой Николай отправился в путешествие по Италии, где почувствовал недомогание: после ушиба у него начались сильные боли в спине, от которых он вскоре слёг и скончался в апреле 1865 года. Когда состояние здоровья старшего брата стало угрожающим, Александр поспешил к нему в Ниццу; по пути к нему присоединилась принцесса Дагмара с матерью. Они застали наследника престола уже при смерти; последний скончался в ночь на 12 (24) апреля 1865 от туберкулёзного воспаления спинного мозга. Александр, любивший брата «больше всего на свете», был провозглашён цесаревичем — наследником престола.
Наследник прошёл дополнительный курс наук, необходимых для управления государством. В 1865 и 1866 годах ему был прочитан курс русской истории Сергеем Соловьёвым. Его учителем права в 1866 году стал Константин Победоносцев, оставшийся его наставником и советчиком и по окончании курса лекций; а в царствование Александра, на посту обер-прокурора Святейшего Синода, приобрёл наибольшее влияние на государственные дела.
Подготовка наследника по земским делам была поручена, по рекомендации князя Мещерского, Николаю Александровичу Качалову, который сопровождал наследника в его путешествии по России.
В 1865 году был произведён в генерал-майоры с назначением в Свиту Его Величества. Летом 1866 года цесаревич поехал путешествовать по Европе и, между прочим, собирался заехать в Копенгаген к невесте покойного брата, которая приглянулась ему при первой встрече. По дороге он писал отцу: «Я чувствую, что могу и даже очень полюбить милую Минни (так в семье Романовых звали Дагмару), тем более что она так нам дорога. Даст Бог, чтобы всё устроилось, как я желаю. Решительно не знаю, что скажет на всё это милая Минни; я не знаю её чувства ко мне, и это меня очень мучит. Я уверен, что мы можем быть так счастливы вместе. Я усердно молюсь Богу, чтобы Он благословил меня и устроил моё счастье». 17 (29) июня 1866 года состоялась их помолвка в Копенгагене, а через три месяца наречённая невеста прибыла в Кронштадт; 12 (24) октября в Соборной церкви Зимнего дворца Дагмара приняла православие и миропомазание, а на следующий день, 13 (25) октября, состоялся обряд обручения и наречения её новым именем — великой княжной Марией Фёдоровной.
Браковенчание было совершено в Большой церкви Зимнего дворца 28 октября (9 ноября) 1866 года; после чего супруги жили в Аничковом дворце, где провели несколько недель даже после восшествия Александра на престол (с 27 апреля (9 мая) 1881 года — в Гатчине).
Вскоре после свадьбы Александр, согласно статусу наследника, стал приобщаться к государственной деятельности, участвовать в заседаниях Государственного совета и Комитета министров. Его первая должность — почётный председатель Особого комитета по сбору и распределению пособий голодающим — связана с голодом, наступившим в 1868 году в ряде губерний вследствие неурожая. В данной ситуации незаурядные организаторские способности проявил председатель Новгородской губернской земской управы Н. А. Качалов, который был отмечен цесаревичем, пользовался его расположением и доверием до конца своих дней и был его частым личным собеседником.
В 1868 году был назначен генерал-адъютантом к отцу, произведён в генерал-лейтенанты.
В марте 1869 года во время аудиенции Александр стал грубо говорить с начальником патронного завода капитаном Карлом Гунниусом (1837—1869). Тот, вероятно, ответил с достоинством. Тогда великий князь пришёл в настоящее бешенство и нецензурно обругал офицера. Гунниус немедленно ушёл и послал цесаревичу письмо, в котором требовал, чтобы он извинился, пригрозив, что если через двадцать четыре часа извинений не будет, то Гунниус застрелится. Цесаревич не извинился, и капитан сдержал своё слово. Александр II, разгневавшись на сына, приказал ему идти за гробом Гунниуса на его похоронах.
В 1870 году был назначен командовать 1-й гвардейской пехотной дивизией. В 1874 году был произведён в генералы от инфантерии и генералы от кавалерии и назначен командиром Гвардейского корпуса.
Во время русско-турецкой войны 1877—1878 годов командовал Восточным (Рущукским) отрядом Дунайской армии, в его состав входили 12-й и 13-й корпуса. По мнению современников, во главе отряда на войне проявил себя достойно. Война произвела сильное впечатление на сознание цесаревича, в чём он сам признался в частной беседе: «Я рад, что был на войне и видел сам все ужасы, неизбежно связанные с войной, и после этого я думаю, что всякий человек с сердцем не может желать войны, а всякий правитель, которому Богом вверен народ, должен принимать все меры, для того чтобы избегать ужасов войны, конечно, если его (правителя) не вынудят к войне его противники, тогда грех, проклятия и все последствия этой войны пусть падут на головы тех, кто эту войну вызвал».
В 1880 году был назначен командующим войсками гвардии и Петербургского военного округа.

## Царствование

### Восшествие на престол и коронация

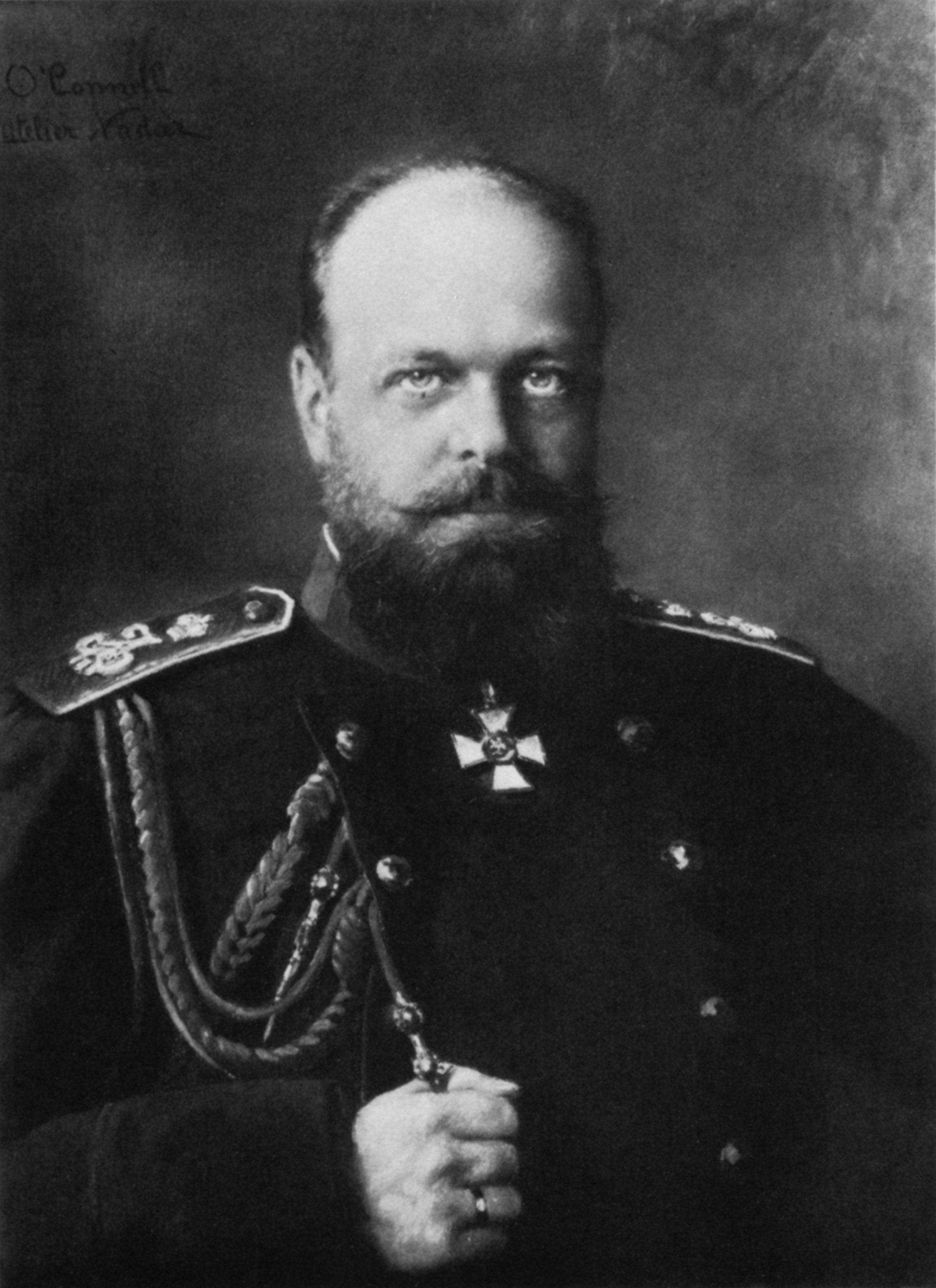
Император Александр III. Фото Надара

Вступил на престол 2 (14) марта 1881 года, после убийства его отца, которое повергло власть Империи в глубокое смятение и страх за судьбу династии и государства. К присяге императору и наследнику впервые в истории приводились «и крестьяне наравне со всеми верными Нашими подданными». Манифестом от 14 (26) марта 1881 года великий князь Владимир Александрович назначался «Правителем Государства» на случай кончины императора — до совершеннолетия наследника престола Николая Александровича (или в случае кончины последнего); опека над наследником и другими детьми поручалась в таком случае императрице Марии Фёдоровне.
На докладе Победоносцева от 30 марта (11 апреля) 1881 года, в котором тот призывал нового императора, ввиду «пущенной в ход мысли» о возможности «избавления осуждённых преступников от смертной казни», ни в коем случае не поддаваться «голосу лести и мечтательности», начертал: «Будьте покойны, с подобными предложениями ко мне не посмеют прийти никто, и что все шестеро будут повешены, за это я ручаюсь».
Коронация и миропомазание императора и его супруги были совершены в Успенском соборе Кремля утром 15 (27) мая 1883 года; все священнодействия коронования совершал митрополит Санкт-Петербургский Исидор (Никольский) в сослужении митрополита Московского и Коломенского Иоанникия (Руднева) и митрополита Киевского и Галицкого Платона (Городецкого) и сонма духовенства. 6 (18) мая 1884 года, по достижении совершеннолетия (для наследника), сын Николай Александрович принёс присягу в Большой церкви Зимнего дворца, о чём извещалось высочайшим манифестом.

### Внутренняя политика

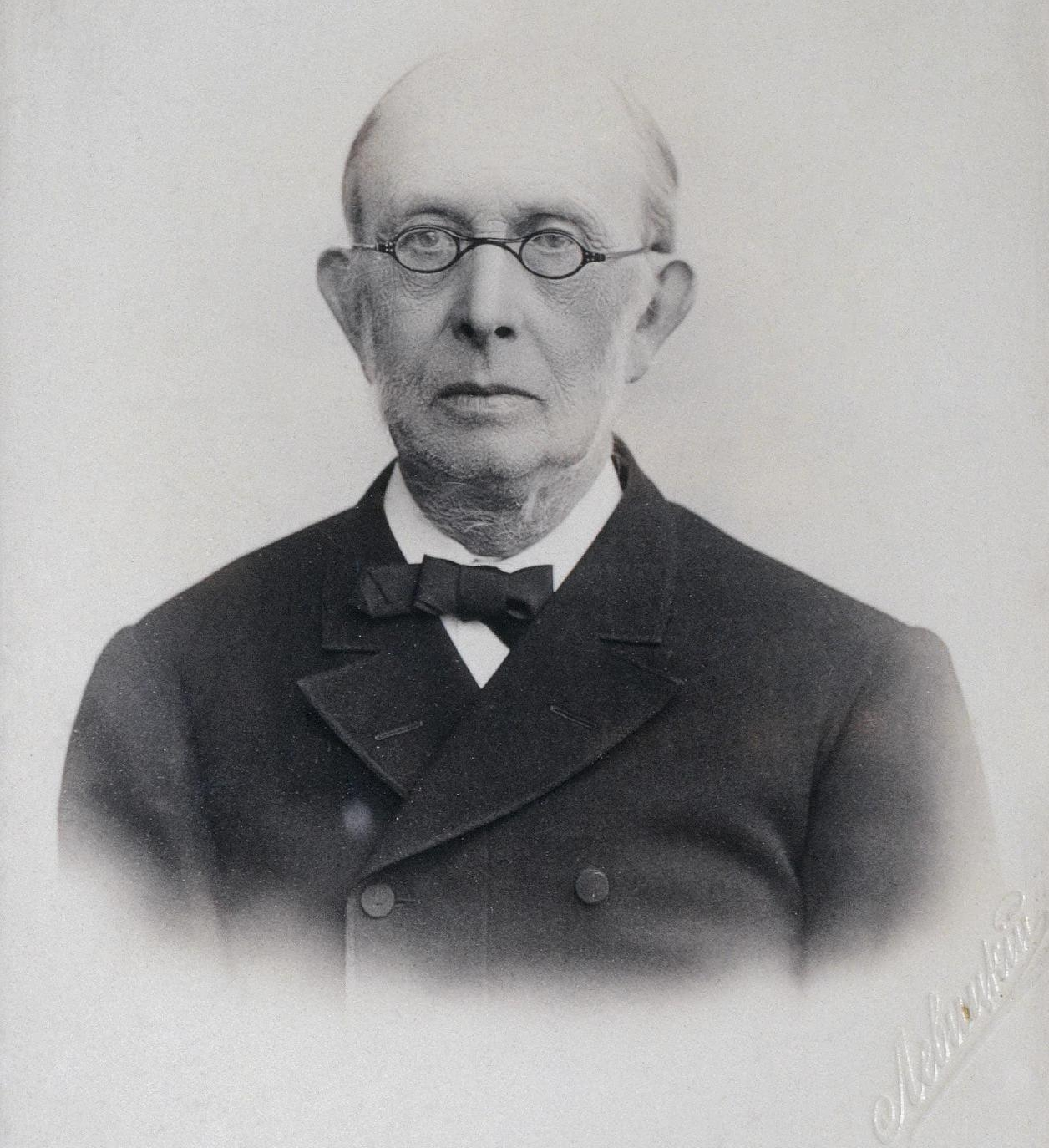
Обер-прокурор Правительствующего синода К. П. Победоносцев

#### Распространение консервативных тенденций

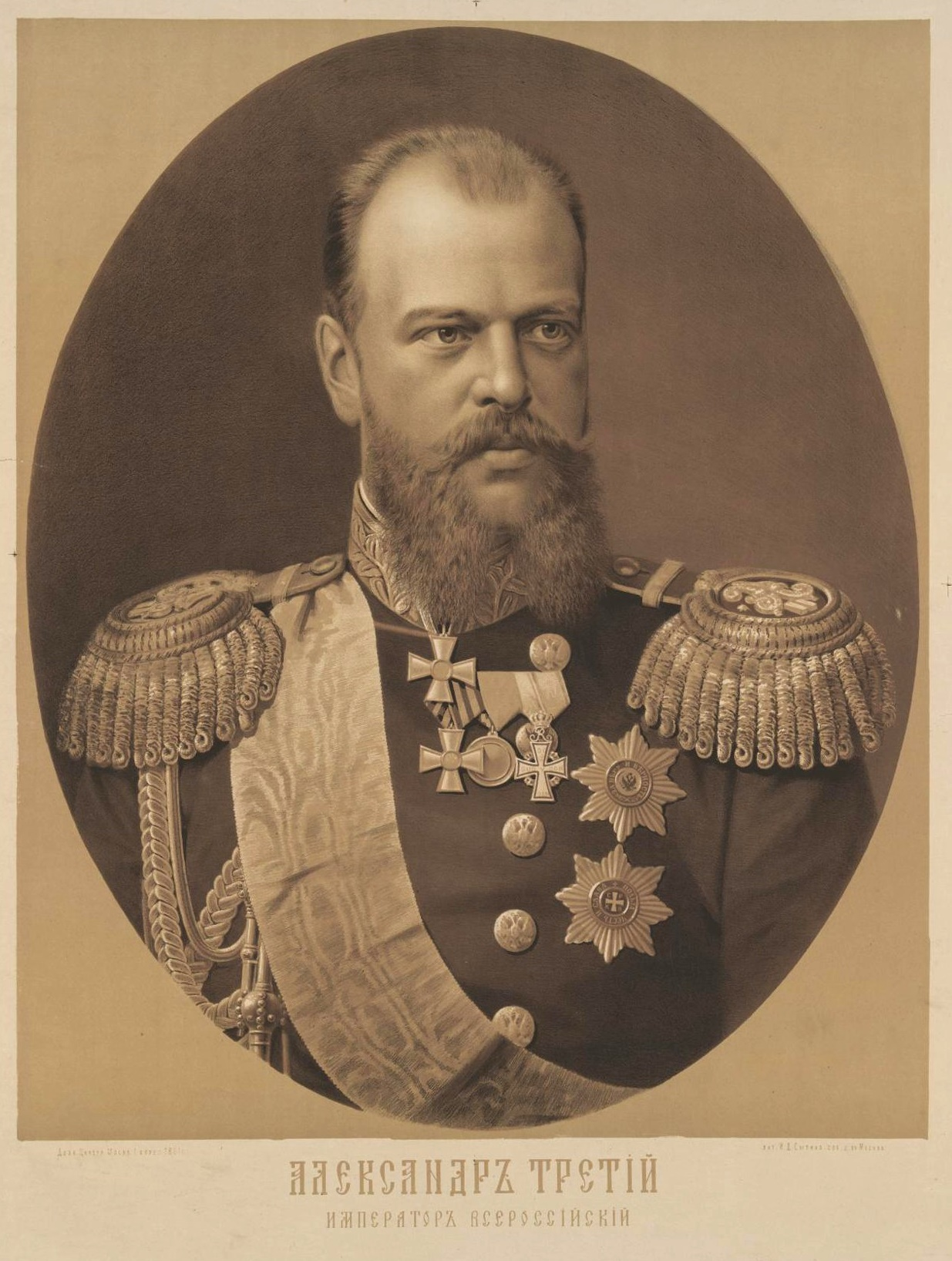
Император Всероссийский Александр III. Литография 1881 г.

В начале 1881 года получил высочайшее одобрение проект Лорис-Меликова («конституция Лорис-Меликова») об участии представителей от земств и значительных городов в подготовке дальнейших законодательных мероприятий, но убийство императора Александра II остановило осуществление этой государственной меры.
В письме от 6 (18) марта 1881 года Победоносцев писал императору: «<…> час страшный и время не терпит. Или теперь спасать Россию и себя, или никогда. Если будут Вам петь прежние песни сирены о том, что надо успокоиться, надо продолжать в либеральном направлении, надобно уступать так называемому общественному мнению, — о, ради бога, не верьте, Ваше Величество, не слушайте. Это будет гибель, гибель России и Ваша: это ясно для меня, как день. <…> Безумные злодеи, погубившие Родителя Вашего, не удовлетворятся никакой уступкой и только рассвирепеют. Их можно унять, злое семя можно вырвать только борьбою с ними на живот и на смерть, железом и кровью. Победить не трудно: до сих пор все хотели избегнуть борьбы и обманывали покойного Государя, Вас, самих себя, всех и всё на свете, потому что то были не люди разума, силы и сердца, а дряблые евнухи и фокусники. <…> не оставляйте графа Лорис-Меликова. Я не верю ему. Он фокусник и может ещё играть в двойную игру. <…> Новую политику надобно заявить немедленно и решительно. Надобно покончить разом, именно теперь, все разговоры о свободе печати, о своеволии сходок, о представительном собрании <…>».
Новый император Александр III 8 (20) марта 1881 года провёл заседание Комитета министров с участием великих князей для обсуждения проекта Лорис-Меликова о созыве законосовещательных комиссий; на заседании с резкой критикой предположений Лорис-Меликова выступили обер-прокурор Святейшего синода Победоносцев и граф Сергей Строганов; Победоносцев, в частности, говорил: «Нация ожидает твёрдого и авторитетного действия <…> и не следует приступать к таким мерам, которые уменьшают авторитет власти, дозволять обществу рассуждать о таких вещах, о которых до настоящего времени оно не имело право говорить».
После некоторого периода колебаний, 29 апреля (11 мая) 1881 года императором был подписан (опубликован 30 апреля (12 мая) 1881 года) составленный Победоносцевым Манифест о незыблемости самодержавия, возвестивший об отходе от прежнего либерального курса, глася, в частности: «Но посреди великой НАШЕЙ скорби Глас Божий повелевает НАМ стать бодро на дело Правления, в уповании на Божественный Промысл, с верою в силу и истину Самодержавной власти, которую МЫ призваны утверждать и охранять для блага народнаго от всяких на неё поползновений». Манифест призывал «всех верных подданных служить верой и правдой к искоренению гнусной крамолы, позорящей землю Русскую, — к утверждению веры и нравственности, — к доброму воспитанию детей, — к истреблению неправды и хищения, — к водворению порядка и правды в действии всех учреждений».
Сразу после издания Манифеста либерально настроенные министры и сановники (Лорис-Меликов, Дмитрий Милютин, великий князь Константин Николаевич) вынуждены были подать в отставку; во главе Министерства внутренних дел 4 (16) мая стал граф Николай Игнатьев, имевший тогда репутацию славянофила; во главе Военного министерства — Пётр Ванновский. Изданный графом Игнатьевым 6 (18) мая 1881 года «циркуляр начальникам губерний», среди прочего, гласил: «<…> великие и широко задуманные преобразования минувшего Царствования не принесли всей той пользы, которую Царь-Освободитель имел право ожидать от них. Манифест 29 апреля указывает нам, что Верховная Власть измерила громадность зла, от которого страдает наше Отечество, и решила приступить к искоренению его <…>».
Другие видные чиновники Александра III также негативно оценивали результаты реформ предыдущего царствования. Так, К. П. Победоносцев на первом совещании правительства Александра III 8 (20) марта 1881 года назвал их «преступными реформами», и царь фактически одобрил его речь:328—329. Граф Д. А. Толстой писал Александру III в момент своего назначения министром внутренних дел (1882): «убеждён, что реформы прошлого царствования были ошибкой, что у нас было население спокойное, зажиточное… разные отрасли правительственной деятельности друг другу не вредили, правили местными делами агенты правительства под контролем других высших агентов той же власти, а теперь явилось разорённое, нищенское, пьяное, недовольное население крестьян, разорённое, недовольное дворянство, суды, которые постоянно вредят полиции, 600 говорилен земских, оппозиционных правительству»:64—65. Один из главных идеологов нового курса правительства, М. Н. Катков, призывал брать пример у англичан, научившихся проводить реформы без революций, и выступил с программой контрреформ:68—71. Все министры финансов Александра III (Бунге, Вышнеградский, Витте) были противниками принципов либеральной экономики, проводившихся в жизнь при Александре II; в частности, С. Ю. Витте в одной из своих статей назвал «сумасбродством» попытку перекроить экономическую жизнь России в соответствии с этими принципами. Сам Александр III полагал, что убийство его отца стало следствием проводившихся при нём либеральных реформ:49.

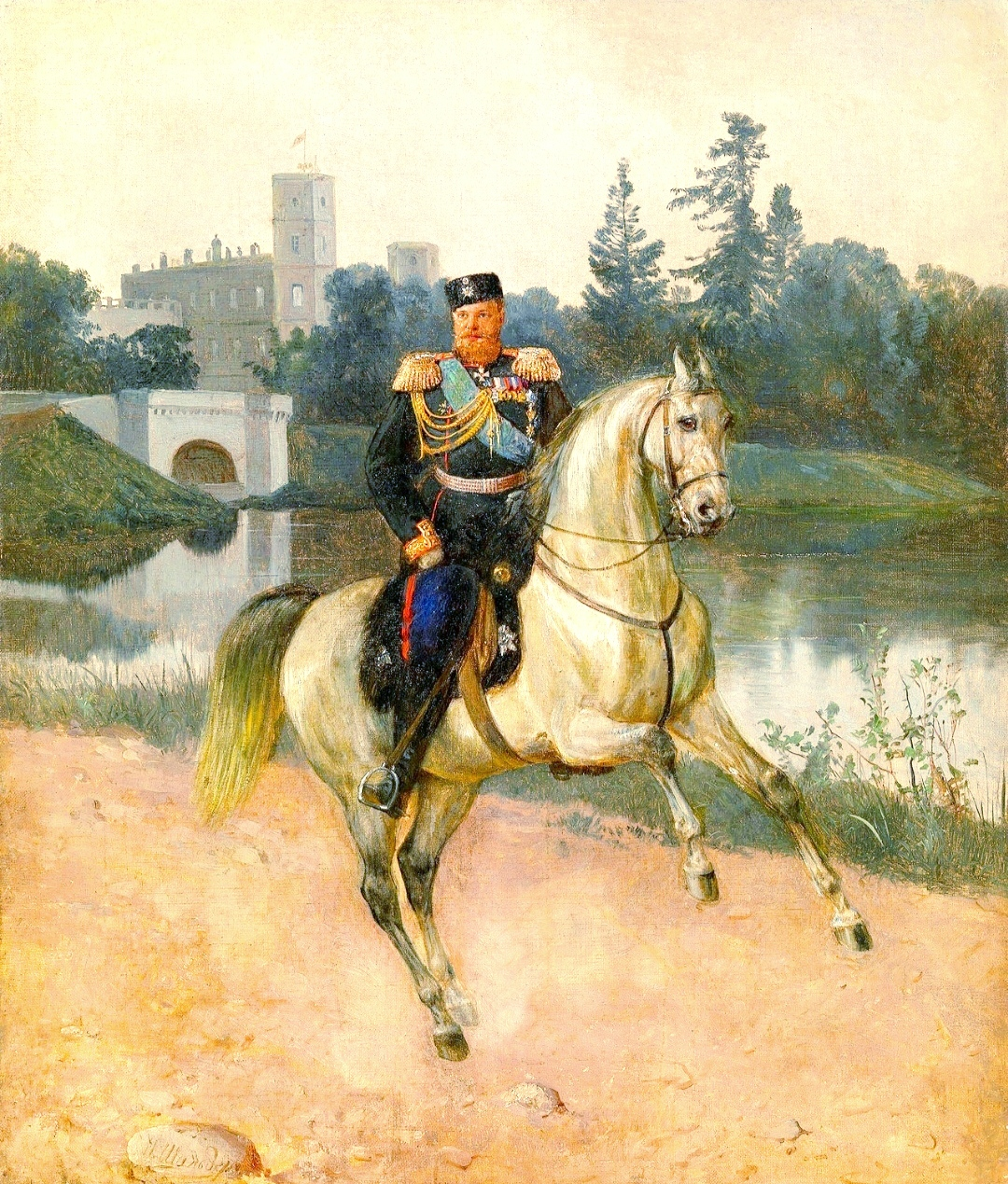
Портрет кисти Н.Шилдера, изображающий императора Александра III в Гатчинском парке. Примерно 1880-1890е годы.

Соответственно правительство видело свою задачу в устранении проблем, порождённых этими реформами (что в некоторых сферах выразилось в контрреформах), и в принятии полицейских мер, направленных на преодоление революционной смуты, возникшей в конце предыдущего царствования. Многие из них являлись лишь продолжением или упорядочением тех полицейских мер, которые уже были введены в течение 1878—1880 годов.
Министр внутренних дел Н. Игнатьев предложил императору идею созыва земского собора, о чём составил проект (Б. Б. Глинский писал, что проект был составлен славянофилом Голохвастовым при содействии И. С. Аксакова) Высочайшего манифеста (помечен 6 мая 1882 года), предлагавший созыв собора одновременно с коронацией императора в Москве. Однако этот проект в мае 1882 года был отвергнут Александром, который писал 15 мая того же года Победоносцеву: «Обращаюсь снова к Вам, любезный Константин Петрович, за советом. Я всё более убеждаюсь, что гр. Игнатьев совершенно сбился с пути и не знает, как итти и куда итти; так продолжаться не может. Оставаться ему министром трудно и нежелательно. <…>». Игнатьев был отправлен в отставку.

#### Усиление административного давления

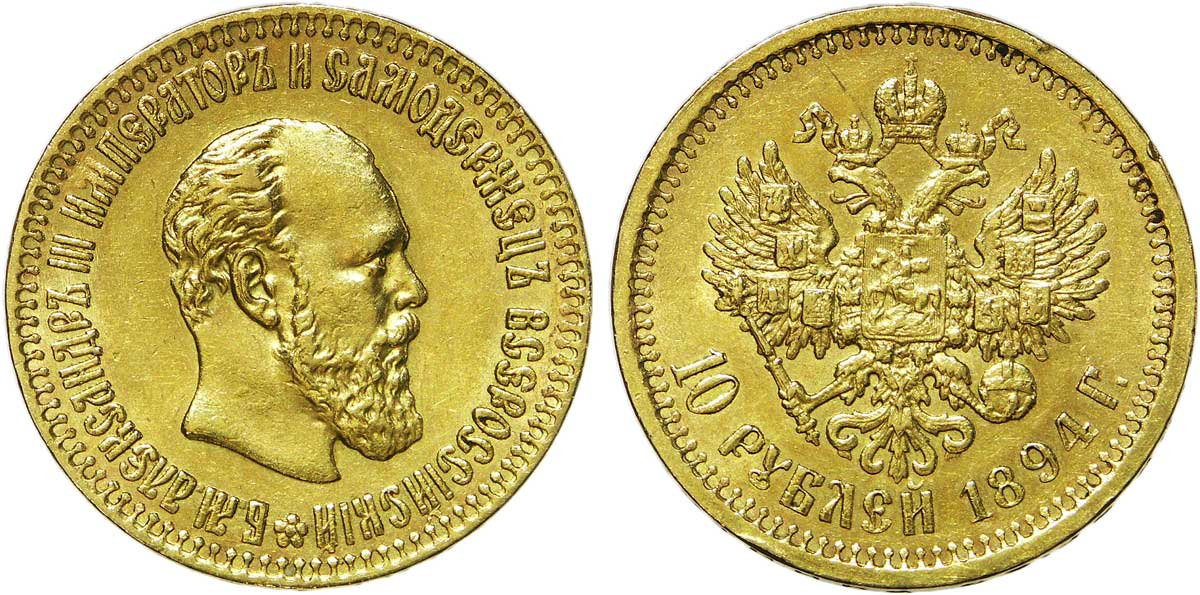
Александр III на червонце 1894 года

«Распоряжение о мерах к сохранению государственного порядка и общественного спокойствия и проведение определённых местностей в состояние усиленной охраны» (14 (26) августа 1881 года) предоставляло право политической полиции в 10 губерниях Российской империи действовать согласно ситуации, не подчиняясь администрации и судам. Власти при введении этого законодательного акта в какой-либо местности могли без суда высылать нежелательных лиц, закрывать учебные заведения, органы печати и торгово-промышленные предприятия. Фактически в России устанавливалось чрезвычайное положение, просуществовавшее, несмотря на временный характер этого закона, до 1917 года.
С тех пор либеральные реформы в политической области, начатые в предыдущем царствовании, уже не ставились на очередь — вплоть до царского манифеста 17 октября 1905 года. Распространение новых учреждений на области, оставшиеся ещё под действием дореформенных порядков, продолжалось, постепенно захватывая отдалённые окраины империи; но в то же время преобразованные учреждения подверглись новой переработке, на основах, не соответствовавших традициям преобразовательной эпохи:256—262.
В 1889 году для усиления надзора за крестьянами были введены должности земских начальников с широкими правами. Они назначались из местных дворян-землевладельцев. В новом положении о земствах 1890 года было усилено сословно-дворянское представительство.
Уже в 1882—1884 годах были изданы новые, крайне стеснительные правила о печати, библиотеках и кабинетах для чтения, названные временными, но действовавшие до 1905 года. Были закрыты многие издания, упразднена автономия университетов; начальные школы передавались церковному ведомству — Святейшему Синоду. Затем последовал ряд мер, расширяющих преимущества поместного дворянства — закон о дворянских выморочных имуществах (1883), организация долгосрочного кредита для дворян-землевладельцев, в виде учреждения дворянского земельного банка (1885), вместо проектированного министром финансов всесословного поземельного банка.
Городовое положение 1892 года заменило прежнюю систему трёхклассных выборов выборами по территориальным избирательным участкам, но в то же время ограничило количество гласных и усилило зависимость городского самоуправления от администрации. Избирательного права лишились приказчики и мелкие торговцы, другие малоимущие слои города.
В области суда закон 1885 года поколебал принцип несменяемости судей, закон 1887 года ограничил судебную гласность, закон 1889 года сузил круг действий суда присяжных.
В сфере народного просвещения состоялась новая университетская реформа (устав 1884 года), уничтожившая университетское самоуправление, передача школ грамоты в руки духовенства, уменьшение льгот по образованию для отбывания воинской повинности, преобразование военных гимназий в кадетские корпуса. Был выпущен циркуляр о кухаркиных детях, ограничивший получение образования детьми из низших слоёв общества.
В целом в течение царствования Александра III произошло резкое уменьшение протестных выступлений, характерных для второй половины царствования Александра II. Историк М. Н. Покровский указывал на «несомненный упадок революционного рабочего движения в середине 80-х годов», что, по его мнению, явилось результатом мер правительства Александра III:259. Пошла на спад и террористическая активность. После неудавшейся в 1887 году подготовки убийства Александра III террористических актов в стране не было вплоть до начала XX века.

#### Национальная и конфессиональная политика
По мнению историка С. С. Ольденбурга, во время правления императора Александра III в правительственных сферах наблюдались «критическое отношение к тому, что именовалось „прогрессом“» и стремление придать России «больше внутреннего единства путём утверждения первенства русских элементов страны».
В царствование Александра III стали более жёстко исполняться законы о евреях (иудеях): после убийства Александра II в 1881 году по стране прокатилась вызвавшая озабоченность правительства волна беспорядков, связанных с наличием евреев, проживавших за чертой оседлости (иногда на основании разрешающих циркуляров прежних министров внутренних дел). В связи с недовольством части местного нееврейского населения правительство приняло ряд распоряжений, в частности, «Временные правила о евреях» 1882 года, направленных на выселение евреев, проживавших в таких городах и местностях: согласно действовавшему законодательству, они, за изъятием специально оговорённых категорий лиц, выселялись в черту оседлости; была установлена процентная норма для евреев в средних, а затем и высших учебных заведениях (в черте оседлости — 10 %, вне черты — 5, в столицах — 3 %). Были попытки заставить соблюдать антиеврейское законодательство (ограничения в передвижении по стране, ведении бизнеса и т. п.) в отношении приезжавших в Россию граждан США еврейского происхождения.
Впрочем, ряд авторитетных еврейских деятелей поддержали политику Александра III в еврейском вопросе. Так, 11 (23) мая 1881 года император принял в Гатчинском дворце еврейскую депутацию в составе барона Г. О. Гинцбурга, банкира А. И. Зака, адвокатов А. Я. Пассовера и Банка, учёного Берлина; во время аудиенции барон Гинцбург выразил «беспредельную благодарность за меры, принятые к ограждению еврейского населения в настоящее тяжёлое время».
На национальных окраинах активно проводилась политика русификации. В 1880-х годах было введено обучение на русском языке в польских вузах (ранее, после восстания 1862—1863 годов, оно было там введено в школах). В Польше, Финляндии, Прибалтике русифицировались надписи на железных дорогах, афишах и т. д.:118—124
Принятые правительством в 1885 г. «Правила об армяно-григорианских церковно-приходских училищах» предписывали местным властям приостанавливать работу армянских учебных заведений. В следующем году они вновь были открыты.
В сфере конфессиональной политики определяющим было влияние обер-прокурора Победоносцева, который, опираясь на поддержку своих начинаний императором, стремился к усилению православной религиозности в обществе: оживилась деятельность православных миссий внутри Империи и за границей, возросли число церковных периодических изданий и тиражи духовной литературы; стимулировалось учреждение церковных братств, восстанавливались закрытые в прежнее царствование приходы, шло интенсивное строительство новых храмов и основание новых монастырей (ежегодно освящалось до 250 новых церквей и открывалось до десяти монастырей); 13 июня 1884 года для всех епархий Империи, кроме Рижской, а также Великого Княжества Финляндского, были утверждены «Правила о церковно-приходских школах», количество которых достигло к концу царствования 30 тыс. с 917 тыс. учеников (в 1884 году — 4,4 тыс. со 105 тыс. учеников). В царствование Александра III количество епархий в пределах России выросло с 59 до 64, викарных кафедр — с 28 до 37; количество монастырей (включая архиерейские дома) увеличилось с 631 (включая 183 женских) до 774 (включая 252 женских); общее число членов российской Церкви выросло с 64 097 740 обоего пола — до 75 659 700 («общее приращение за означенное время составило 11 561 960 чел., в том числе 11 327 930 чрез размножение народное и 234 030 — чрез принятие под сень св. церкви из разных иных вер и исповеданий»).
Противоречивой была политика Александра III в отношении старообрядчества. 3 (15) мая 1883 года, несмотря на противодействие Победоносцева (отказывавшегося называть старообрядцев иначе как «раскольниками» и являвшегося сторонником объявления всех старообрядцев, кроме единоверцев, вне закона), был принят закон о старообрядцах, предоставлявший им крайне дискриминационный, но всё же легальный статус.

#### Облегчение положения народных масс
Начало 1880-х годов ознаменовалось рядом важных позитивных мероприятий, призванных устранить недостатки предшествующего царствования и облегчить положение народных масс. Понижение выкупных платежей, узаконивание обязательности выкупа крестьянских наделов, учреждение крестьянского поземельного банка для выдачи ссуд крестьянам на покупку земель (1881—1884) имели целью сгладить неблагоприятные для крестьян стороны реформы 1861 года.

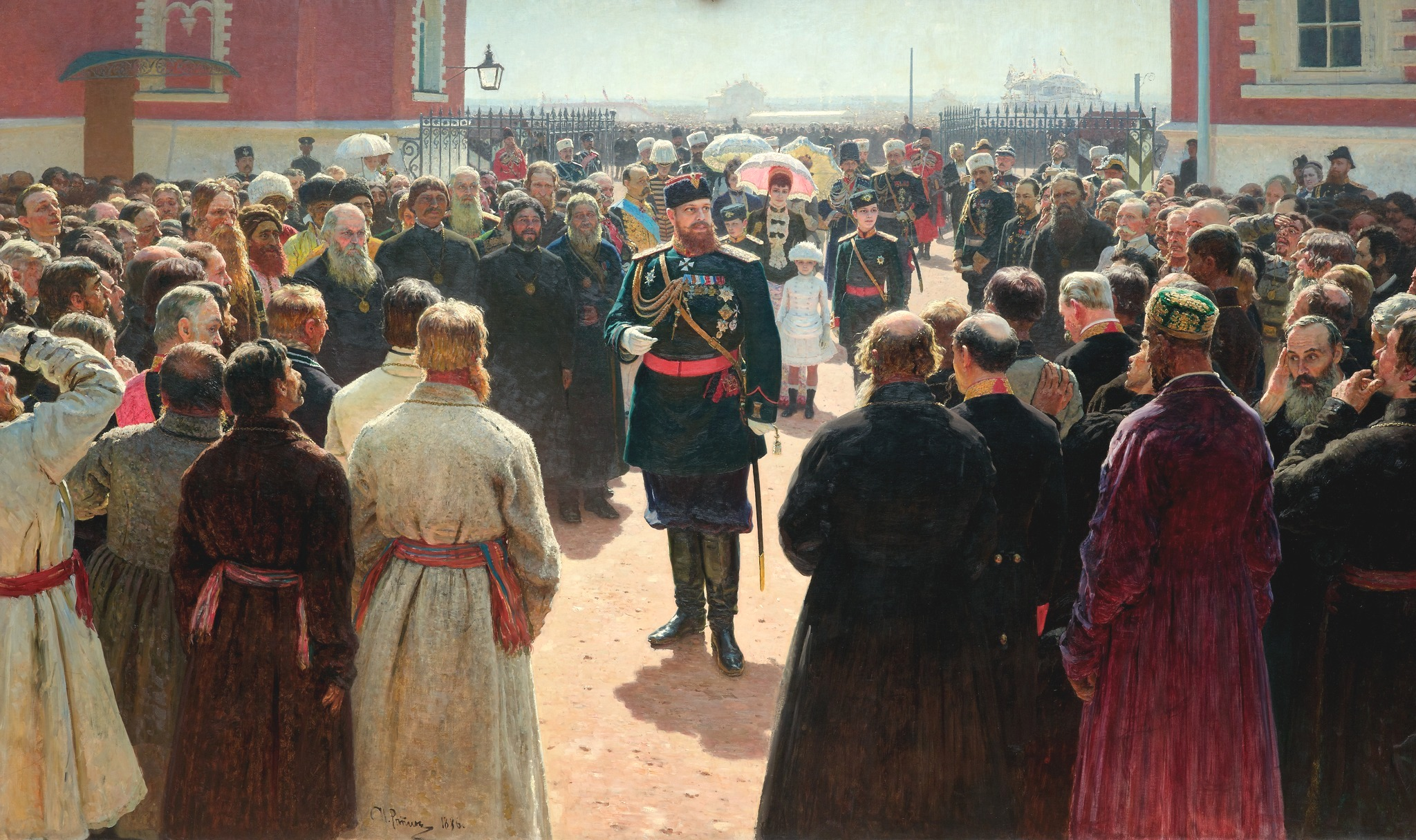
Приём волостных старшин Александром III во дворе Петровского дворца. 1885—1886, И. Репин

Отмена подушной подати (18 (30) мая 1886 года), введение налога на наследство и процентные бумаги, повышение промыслового обложения (1882—1884) обнаруживали желание приступить к коренному переустройству податной системы в смысле облегчения беднейших классов; ограничение фабричной работы малолетних (1882) и ночной работы подростков и женщин (1885) было направлено на защиту труда; учреждение комиссий по составлению уложений уголовного и гражданского (1881—1882) отвечало несомненной назревшей потребности; учреждённая в 1881 комиссия статс-секретаря Каханова приступила к подробному изучению нужд местного управления, с целью усовершенствования областной администрации применительно к началам крестьянской и земской реформы.
В позднейшее время лишь немногие разрозненные меры были отмечены тем же направлением, как, например, законы о переселениях (1889), о неотчуждаемости крестьянских наделов (1894), об урегулировании фабричного труда (1886, 1897).
Среди положительных изменений во времена царствования Александра III отмечается издание указа «О сохранении лесов», в котором генерал-губернаторам предписывалось учреждать губернские лесоохранительные комитеты для решения проблем, которые касались лесов центральной части России, их охраны и восстановления. В частности, данный указ был направлен на предотвращение вырубки лесов и сохранение природоохранных функций

#### Укрепление военной мощи

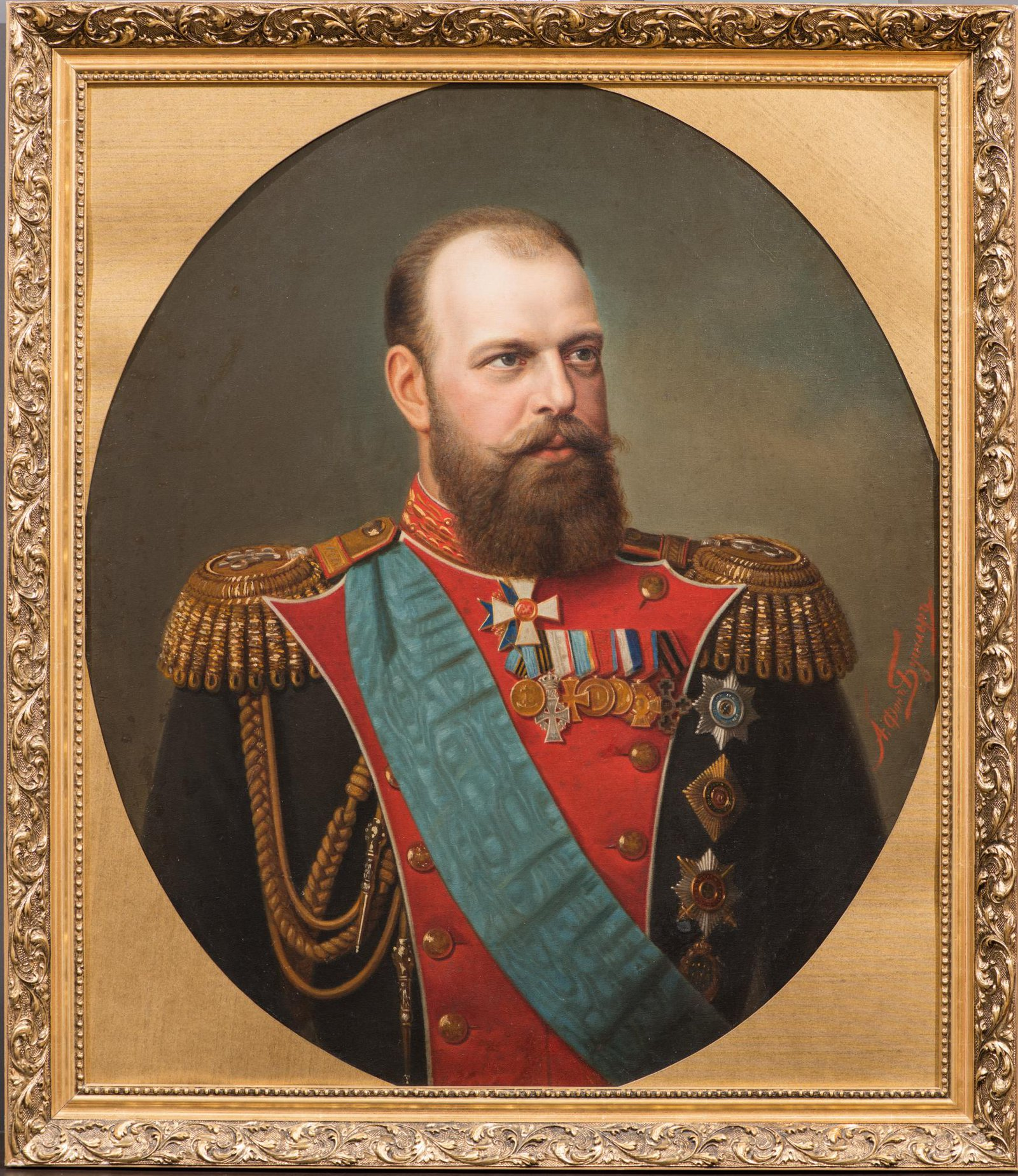
Портрет императора Александра III. 1880-е годы, А. фон Бутлер

В царствование было спущено на воду 114 новых военных кораблей, в том числе 17 броненосцев и 10 бронированных крейсеров; русский флот занял 3-е место в мире после Англии и Франции в ряду мировых флотов — суммарное водоизмещение флота России достигало 300 тысяч тонн.
Генерал А. Ф. Редигер (военный министр в 1905—1909; в царствование Александра III служил в центральном аппарате министерства) в своих воспоминаниях (1917—1918) писал о кадровой политике в военном ведомстве того времени:

«Во всё царствование императора Александра III военным министром был Ванновский, и во всё это время в военном ведомстве царил страшный застой. Чья это была вина, самого ли государя или Ванновского, я не знаю, но последствия этого застоя были ужасны. Людей неспособных и дряхлых не увольняли, назначения шли по старшинству, способные люди не выдвигались, а двигались по линии, утрачивали интерес к службе, инициативу и энергию, а когда они добирались до высших должностей, они уже мало отличались от окружающей массы посредственностей. Этой нелепой системой объясняется и ужасный состав начальствующих лиц, как к концу царствования Александра III, так и впоследствии, во время Японской войны».
Прямо противоположной точки зрения придерживался С. Ю. Витте (ставший в его царствование министром путей сообщения, а затем министром финансов). Он писал, что при Александре III армия и военное ведомство были приведены в порядок после их дезорганизации в период русско-турецкой войны 1877—1878 годов, чему способствовало полное доверие, оказываемое министру Ванновскому и начальнику главного штаба Обручеву со стороны императора, не допускавшего постороннего вмешательства в их деятельность. Поэтому «в течение 13 лет [царствования] министерство это было в порядке. Оно начало расстраиваться по смерти Александра III, когда это министерство начали дёргать, начали вмешиваться Великие Князья, министерство стали кроить, то по одному образцу, то по другому… стали постоянно переменяться высшие чины этого министерства, чуть ли не ежегодно делались преобразования; вследствие всего этого министерство в значительной степени порасстроилось», что способствовало неудачному исходу русско-японской войны.

### Покушение на жизнь Александра III в 1887 году
Покушение на Александра III, которое должно было произойти 1 (13) марта 1887 года, в день годовщины смерти императора Александра II, готовилось несколько месяцев, однако оно не состоялось. Причиной тому было, по большей части, несерьёзное отношение одного из идейных организаторов покушения Петра Шевырёва. Не продумав до конца план действий, Шевырёв потерпел неудачу, коснувшуюся, кроме него самого, ещё четверых террористов — Василия Осипанова, Василия Генералова, Пахомия Андреюшкина и Александра Ульянова, старшего брата Владимира Ульянова (Ленина).
В курс дела были введены ненадёжные люди, такие как студенты Петербургского университета Горкун и Канчер, и некоторые другие лица, имевшие отношение к покушению. Сам Шевырёв, осознав угрозу и риск, на который он идёт, готовя покушение, и возможно предвидя предстоящее поражение, в феврале 1887 года уехал в Крым под предлогом развивающегося туберкулёза.
Из прошения вдовы действительного статского советника Марии Ульяновой о помиловании сына: «Если бы я могла представить сына злодеем, у меня бы хватило мужества отречься от него… Сын мой всегда был ненавистником терроризма».
Отзыв Александра III: «Хорошо же она знает сына!»
Все основные участники и организаторы покушения были арестованы 1 (13) марта 1887 года (Шевырёв — 7 марта) и повешены в Шлиссельбургской крепости 8 (20) мая 1887 года. Остальные были приговорены к пожизненным ссылкам или ссылкам на 20 лет. Арестована была также сестра Александра Ульянова — Анна Ульянова.

### Экономическое развитие страны
Большие успехи были достигнуты в развитии промышленности. Настоящая техническая революция началась в металлургии; выпуск чугуна, стали, нефти, угля в период с середины 1880-х по конец 1890-х годов увеличивался рекордными темпами за всю историю дореволюционной промышленности. Протекционистская политика правительства включала несколько повышений импортных пошлин, причём начиная с 1891 года в стране начала действовать новая система таможенных тарифов, самых высоких за предыдущие 35—40 лет (тариф 1891 года). Это способствовало не только промышленному росту, но и улучшению внешнеторгового баланса и укреплению финансов государства.
Финансовая стабилизация и бурный рост промышленности были достигнуты во многом благодаря грамотным и ответственным чиновникам, назначенным императором на пост министра финансов: Н. Х. Бунге (1881—1886), И. А. Вышнеградскому (1887—1892), С. Ю. Витте (с 1892 года), а также благодаря самому Александру III. Существенные изменения произошли в области налогообложения. Была отменена подушная подать, дававшая государству ежегодно 42,5 миллиона рублей, введён квартирный налог; началось усиленное расширение и повышение косвенного обложения.
Чтобы возместить потери государства от этих мер, Бунге вводил косвенные налоги и налоги с доходов. Были установлены акцизные сборы на водку, табак, сахар, нефть; облагались новыми налогами городские дома, торговля, промыслы, доходы от денежных капиталов; повышались таможенные пошлины на товары, ввозимые из-за границы. Только с 1882 по 1885 год пошлины выросли более чем на 30 %.
Расширение таможенных сборов Бунге рассматривал не только с точки зрения пополнения государственных денежных запасов, он придавал этому более широкое значение: «Таможенные пошлины, взимаемые с товаров, привозимых из-за границы, имеют первостепенное значение как мера, ограждающая отечественную промышленность от иностранного соперничества и способствующая развитию внутреннего производства».
Правительство помогло росту российской промышленности, исходя также из потребностей укрепления военной мощи. Одновременно оно осуществило значительное сокращение армии, что приносило дополнительно 23 млн рублей в год.
Для обсуждения предположений о необходимых государственных преобразованиях император пригласил в Петербург сведущих лиц из числа земцев на совещание о понижении крестьянских выкупных платежей. Последствием работ этого совещания явилось чрезвычайно важное для крестьян высочайшее повеление о повсеместном понижении выкупных платежей.
В царствование Александра III разразился голод 1891—1892 годов.

### Внешняя политика

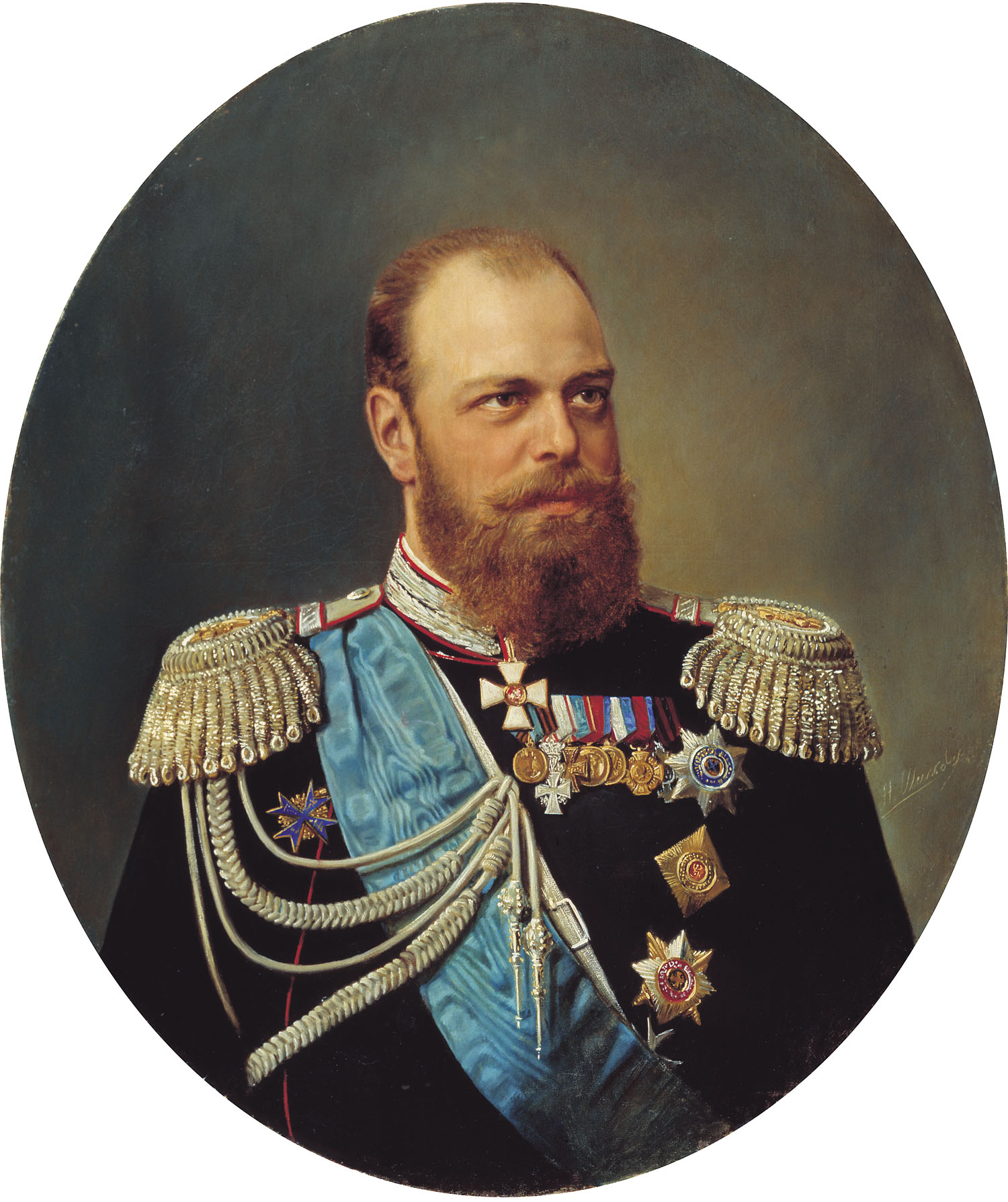
Александр III в мундире Лб.-гв. Сапёрного батальона. Н. Шильдер

В царствование Александра III Россия не вела ни одной войны. За поддержание европейского мира Александр III получил прозвище Миротворца. Как писал С. Ю. Витте, «Император Александр III, получив Россию при стечении самых неблагоприятных политических конъюнктур, — глубоко поднял международный престиж России без пролития капли русской крови». Подобную же оценку давали результатам внешней политики Александра III другие современники:53.
Период со второй половины 1878 до середины 1881 года был для внешней политики России трудным временем, когда приходилось балансировать на грани войны. Главным противником России считалась Великобритания. Австро-Венгрия тоже не скрывала своей вражды к России из-за соперничества за влияние на Балканах. Когда весной 1881 года на обеде в Зимнем дворце австрийский посол заговорил о возможной мобилизации «двух или трёх корпусов» для защиты балканских интересов Австро-Венгрии, то Александр III взял вилку, согнул её петлёй и бросил к прибору посла со словами: «Вот что я сделаю с вашими двумя или тремя корпусами!»
В целом Александр III был достаточно осторожен во внешней политике. По мнению С. Ю. Витте, это было в немалой степени связаны с личностью самого царя, и в частности, с его честным, благородным, правдивым, прямым и миролюбивым характером. В целом политика Александра III способствовали укреплению международного положения и престижа России, что отмечали и другие современники: «Россия, возведённая императором Александром III на высокую степень могущества, получила решающий голос в делах европейских и азиатских».
Главой министерства иностранных дел в марте 1882 года стал Николай Гирс, остававшийся на этом посту в течение всего царствования Александра III.

#### Политика России на Балканах
Входившая ранее в Османскую империю, Болгария в результате русско-турецкой войны (1877—1878) в 1879 году обрела свою государственность. Болгария стала конституционной монархией, причём конституция нового государства была разработана в Петербурге. А претендент на болгарский престол, по Берлинскому договору 1878 года, должен был получить одобрение российского императора. Русско-турецкая война и Берлинский конгресс выявили противоречия между интересами России и Австро-Венгрии. Россия пыталась их устранить посредством заключения нового соглашения с Австро-Венгрией и Германией (возобновление «Союза трёх императоров»). В результате долгих переговоров в 1881 году между тремя государствами было заключено соглашение о нейтралитете. К нему был приложен протокол о разграничении сфер влияния, по которому Болгария и Восточная Румелия (Южная Болгария) были отнесены к русской сфере влияния, Босния, Герцеговина и Македония — к австро-венгерской. Однако последовавшие вскоре после этого события в Болгарии изменили ситуацию.
Князем Болгарии в 1879 году стал 22-летний гессенский принц Александр Баттенберг, племянник императрицы Марии Александровны и офицер германской армии, рекомендованный Александром II. В первые годы своего правления болгарский князь проводил дружественную России политику. Однако уже в 1883 году он решил избавиться от «русской опеки», в результате чего русские министры его правительства подали в отставку. В 1885 году он, с ведома Германии и Австро-Венгрии, и неожиданно для российских дипломатов, провозгласил объединение Северной и Южной Болгарии (Восточной Румелии, входившей в состав Османской империи), а сам был провозглашён «князем соединённой Болгарии». При этом из Восточной Румелии были изгнаны турецкие чиновники.
Такое усиление Болгарии показалось Сербии опасным, и она, подстрекаемая Австро-Венгрией, в ноябре 1885 года объявила войну «соединённой Болгарии». Но болгарская армия разбила сербскую и вступила на территорию Сербии (см. Сербско-болгарская война)

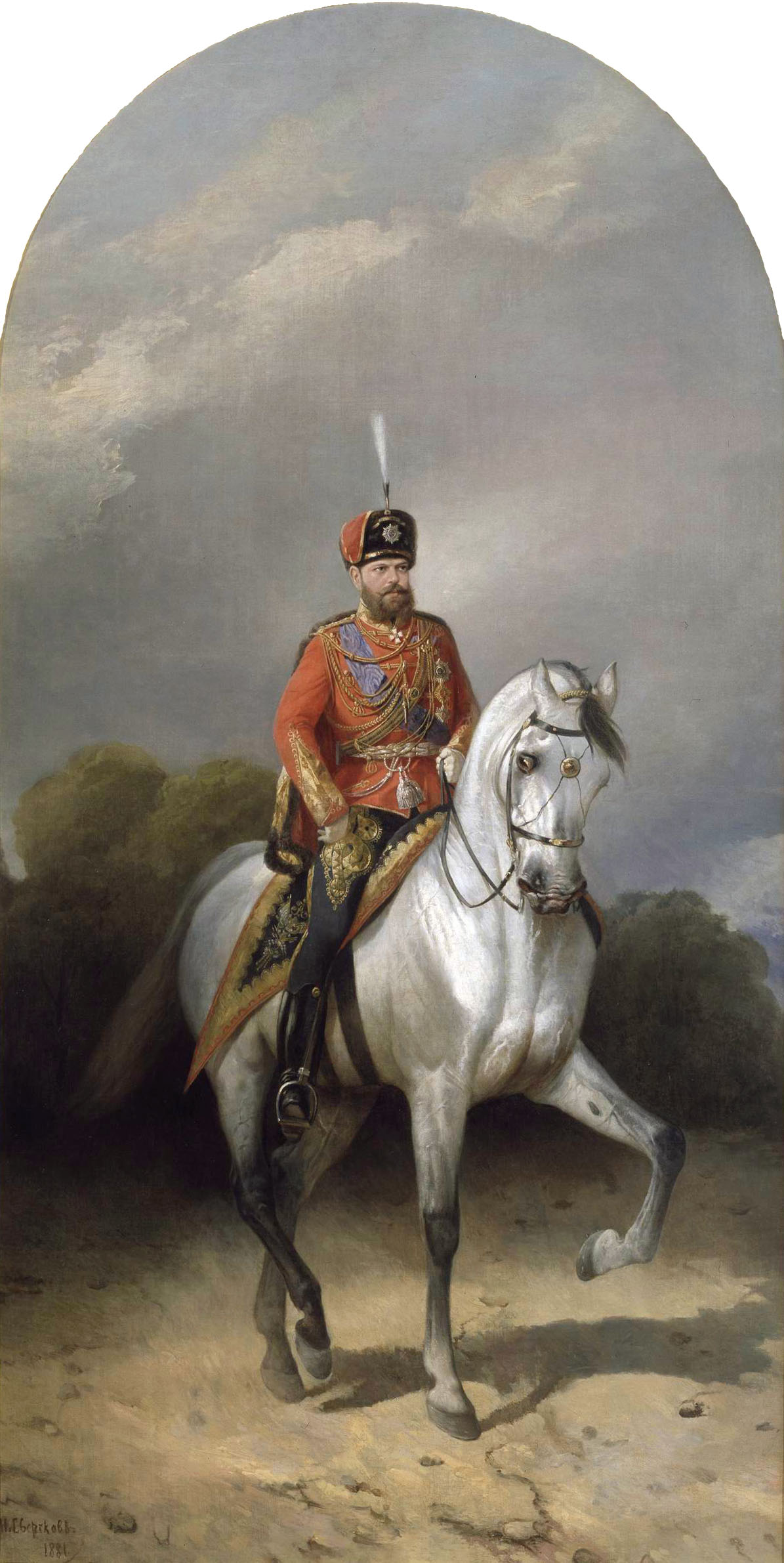
Император Александр III в мундире лейб-гвардии Гусарского полка. 1881, Н. Сверчков

Провозглашение объединённой Болгарии вызвало острый балканский кризис. Хотя война Болгарии и Сербии оказалась скоротечной, но в любой момент войну Болгарии могла объявить Турция. Александр III был разгневан, поскольку болгарский князь, сначала решивший положить конец «русскому влиянию», теперь своими провокационными действиями, не согласованными с Россией, мог способствовать вовлечению России в новую войну с Турцией. И тогда Александр III предложил Болгарии самой решать свои внешнеполитические проблемы и не стал вмешиваться в болгаро-турецкие отношения. Тем не менее Россия объявила Турции, что она не допустит турецкого вторжения в Восточную Румелию.
Результатом балканского кризиса стало дальнейшее охлаждение отношений России и Болгарии и даже разрыв дипломатических отношений между ними в 1886 году. В 1887 году новым болгарским князем стал Фердинанд I, принц Кобургский, состоявший до этого офицером на австрийской службе. Россия окончательно утратила своё влияние на Болгарию, и их отношения оставались натянутыми. С другой стороны, болгарский кризис способствовал улучшению отношений России и Турции.

#### Политика в отношении европейских держав
В 1880-е годы продолжалось геополитическое противостояние России и Англии: столкновение интересов двух европейских государств происходило на Балканах, в Средней Азии. Продолжалось противостояние Германии и Франции. Не прошло и 10 лет после франко-прусской войны, как два государства снова оказались на грани войны друг с другом. В этих условиях и Германия, и Франция стали искать союза с Россией. 6 (18) июня 1881 года, по инициативе германского канцлера О. Бисмарка, был подписан австро-русско-германский договор, готовившийся ещё при Александре II, обновлённый «Союз трёх императоров», который предусматривал благожелательный нейтралитет каждой из сторон в случае, если бы одна из них оказалась в войне с 4-й стороной. В то же время втайне от России в 1882 году был заключён Тройственный союз (Германия, Австро-Венгрия, Италия) против России и Франции, который предусматривал оказание странами-участницами военной помощи друг другу на случай военных действий с Россией или Францией. Заключение Тройственного союза стало для Александра III главным побудительным мотивом к поиску союза с Францией. Как писал О. Егер, «в октябре того же [1879] года Бисмарк лично отправился в Вену и, под его непосредственным влиянием, был заключён сначала двойственный оборонительный союз между Австро-Венгрией и Германией, который вскоре обратился в тройственный союз, когда к нему присоединилась и Италия. Трактат, касающийся этого союза, был подписан 7 октября 1879 года и всеми своими параграфами направлен против России: участвующие в нём стороны обязуются в случае нападения со стороны России, всеми силами помогать друг другу против общего врага; в случае нападения какой-либо державы на одну из участвующих в трактате сторон, другая обязуется сохранять доброжелательный нейтралитет; в случае же какой-либо поддержки, оказываемой нападающей державе Россией, участвующие в трактате стороны обязуются заодно действовать всеми силами против России». И далее — «император Александр III в самый разгар торжеств, сопровождавших возобновление Тройственного союза, протянул руку Франции».
В январе-апреле 1887 года, во время обострения отношений между Германией и Францией, Александр III предпринял действия по недопущению новой войны между этими странами. Он напрямую обратился к германскому императору Вильгельму I (которому приходился внучатым племянником) и удержал его от нападения на Францию.
В условиях развала (после сербско-болгарского военного конфликта 1885—1886 годов) «Союза трёх императоров» Германия, стремясь избежать русско-французского сближения, пошла на заключение двустороннего соглашения с Россией. «Застраховавшись» для новой войны против Франции союзом с Австро-Венгрией и Италией, Германия решила «перестраховаться» соглашением с Россией. В итоге 6 (18) июня 1887 года между Россией и Германией был заключён так называемый «Договор перестраховки», по которому обе стороны должны были сохранять нейтралитет при войне одной из них с любой третьей великой державой, кроме случаев нападения Германии на Францию или России на Австро-Венгрию.
В ноябре 1887 года на фоне недавнего Болгарского кризиса и обострения франко-германских отношений, Бисмарк отдал распоряжение Рейхсбанку и прусскому Государственному банку прекратить выдачу ссуд под русские ценные бумаги, объявив их ненадёжными. Эта акция, рассчитанная на усиление германского влияния над российской экономикой мирными средствами, значительно ухудшила не только финансовые, но и политические отношений между двумя странами. В то время в Германии находилось примерно на 1,2 млрд руб. (при российском бюджете в 769—881 млн. рублей), или на 2,6 млрд марок, русских ценных бумаг (прежде всего гарантированных государством облигаций и акций железных дорог). Германия занимала первое место по размещению российских ценностей, а на долю России приходилось до 20 — 25 % экспорта германского капитала. Для германских финансистов и предпринимателей отток российских бумаг не был критичен, однако российские облигации были оперативно перекуплены французскими банками и выставлены на продажу на Парижской бирже. Потребовались считанные месяцы, чтобы финансовые и товарные потоки лавинообразно изменили свои направления, и правительство Франции, помнившее о военной тревоге и российском благожелательном нейтралитете в январе-апреле 1887 года, очень поспособствовало этому процессу. Уже в декабре 1887 года первый государственный заем России в сумме 500 млн франков был размещен на Французской бирже, а в 1889 году задолженность русского правительства французским банкам достигла 2 600 млн франков.
Одновременно с делом облигаций в 1887 году Германия отказалась предоставить России ранее обсуждавшийся заём и повысила пошлины на русский хлеб, в то же время для ввоза американского зерна в Германию были введены благоприятные условия. В ответ Россия ввела новый («максимальный») тариф, повысивший существующие пошлины в 2 раза или на десятки процентов, который был применён в отношении немецких продуктов обрабатывающей промышленности. В свою очередь, Германия предприняла новое повышение пошлин на русский хлеб, а в ответ Россия ввела ещё более высокие пошлины в отношении немецких товаров. Вначале эти действия вызвали протест Германии, прервавшей шедшие до этого торговые переговоры с Россией, однако, обнаружив твёрдость позиции России по вопросу таможенных пошлин, она вскоре предложила возобновить переговоры, приведшие к русско-германскому торговому договору 1894 года.
По мнению С. Ю. Витте и экономических историков, Россия посредством этих шагов, вошедших в историю как «таможенная война», вынудила Германию быстро изменить своё отношение и заключить с ней торговый договор, весьма для неё выгодный, — в чём заслуга не только Витте, руководившего этими действиями, но и Александра III, который лично утверждал повышения ставок тарифа вопреки мнению дипломатов (Гирса и Шувалова) и многих членов правительства и Государственного совета и не побоялся пойти на временное обострение отношений с Германией ради экономических интересов России. Как писал впоследствии Витте, объясняя логику этих действий: «Я отлично понимал, что мы в состоянии гораздо легче выдержать этот бескровный бой, нежели немцы, потому что вообще в экономическом отношении мы… гораздо более выносливы, нежели немцы, так как всякая нация, менее развитая экономически… при таможенной войне, конечно, менее ощущает потери и стеснения, нежели нация с развитой промышленностью и с развитыми экономическими оборотами».

#### Заключениерусско-французского союза(1891—1894)

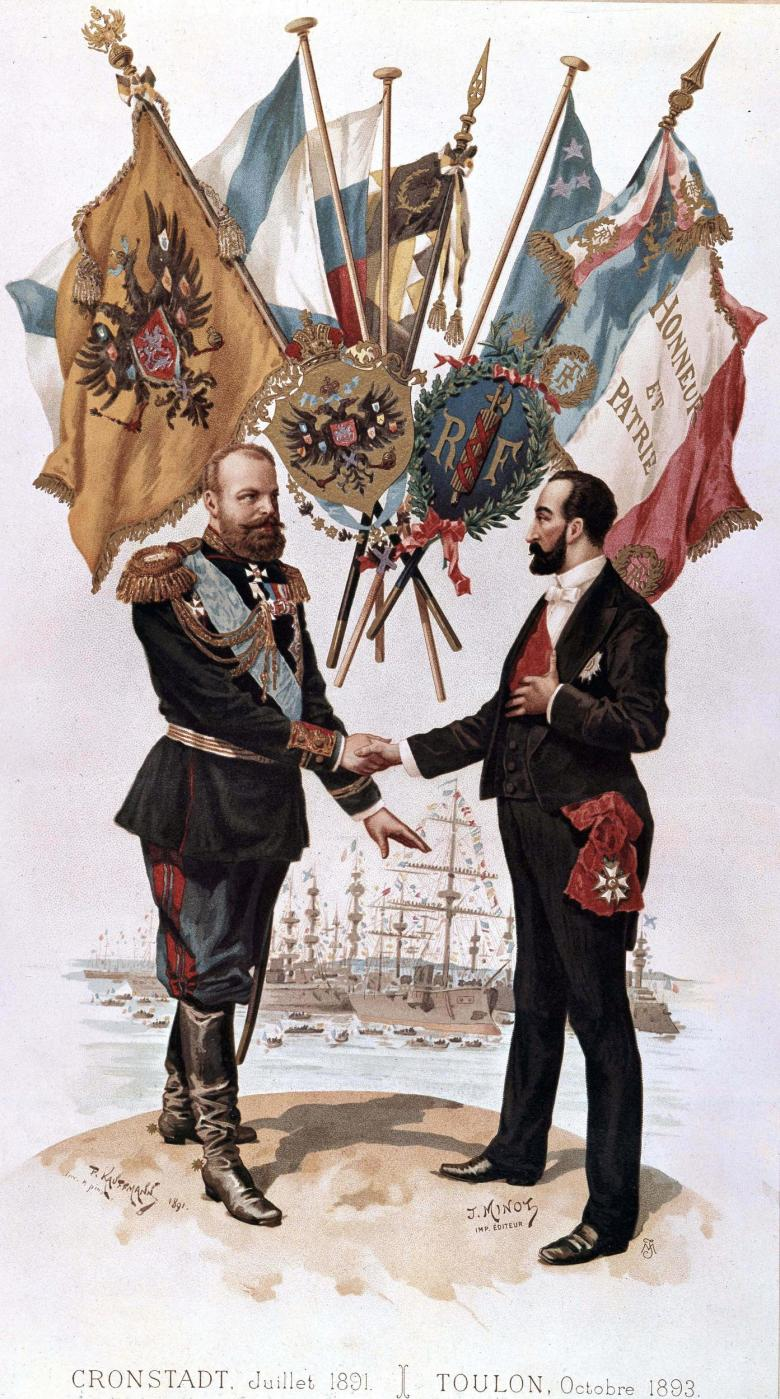
Император Александр III и президент Франции Сади Карно заключают союз

Начавшееся в конце 1880-х сближение России и Франции отвечало интересам обеих стран. Для Франции это был единственный путь избежать войны с Германией, России же был необходим надёжный союзник, ввиду того что все прежние союзники оказались ненадёжными. Долгое время сближению России и Франции мешали идеологические разногласия. Франция покровительствовала русским революционерам, борцам с самодержавием; русское правительство отвергало республиканские идеалы, которых придерживалась Франция. Александр III преодолел эти идеологические разногласия и заставил своё окружение, придерживавшееся консерватизма во внутренней политике, пойти на сближение с республиканской Францией. Это приветствовалось значительной частью общества, но шло вразрез с традиционной линией российского МИД (и личными взглядами Гирса и его ближайшего влиятельного помощника Ламздорфа).
В 1889 году французское правительство предоставило России крупные кредиты. В 1891 году во время визита французской эскадры в Кронштадт царь лично взошёл на французский флагман «Marengo», где стоя и отдавая воинское приветствие, выслушал «Марсельезу» — гимн Франции и Французской революции. Сближение России и Франции стало неприятным сюрпризом для Бисмарка, ушедшего в отставку в 1890 году. Советский историк Евгений Тарле, сравнивая Бисмарка с французским дипломатом Талейраном, имевшим репутацию образца ловкости и проницательности, замечал:

Бисмарк <…> долго думал (и говорил), что франко-русский союз абсолютно невозможен, потому что царь и «Марсельеза» непримиримы, и когда Александр III выслушал на кронштадтском рейде в 1891 году «Марсельезу» стоя и с обнажённой головой, то Бисмарк тогда только, уже в отставке, понял свою роковую ошибку, и его нисколько не утешило глубокомысленное разъяснение этого инцидента, последовавшее с российской стороны, что царь имел в виду не слова, а лишь восхитительный музыкальный мотив французского революционного гимна. Талейран никогда не допустил бы такой ошибки: он только учёл бы возможный факт расторжения русско-германского пакта и справился бы вовремя и в точности о потребностях русского казначейства и о золотой наличности французского банка и уже года за два до Кронштадта предугадал бы, что царь без колебаний почувствует и одобрит музыкальную прелесть «Марсельезы».— 
В течение июля 1891 года велись переговоры о сближении между Россией и Францией. 28 июля Александр III утвердил окончательную редакцию договора, и 15 (27) августа 1891 года русско-французское политическое соглашение вступило в силу. В случае нападения на Францию Германии или Италии, поддержанной Германией, и в случае нападения на Россию Германии или Австро-Венгрии, поддержанной Германией, стороны, подписавшие соглашение, должны были оказать друг другу военную помощь. Россия должна была мобилизовать для ведения военных действий 1,6 млн чел., Франция — 1,3 млн чел. В случае начала мобилизации в одной из стран Тройственного союза Франция и Россия немедленно приступали к мобилизации. Союзники обещали не заключать сепаратного мира в случае войны и установить постоянное сотрудничество между штабами русской и французской армий. В 1892 году начальники генеральных штабов двух стран подписали военную конвенцию, носившую оборонительный характер.
В 1894 году между Россией и Францией состоялся обмен дипломатическими нотами, после которого русско-французский союз получил политическое оформление.

#### Среднеазиатская политика
В Средней Азии продолжалась политика, начатая и в основном осуществлённая в предыдущее царствование. После присоединения к России при Александре II Казахстана, Кокандского ханства и подчинения Бухарского эмирата и Хивинского ханства продолжалось присоединение туркменских племён (Присоединение Мерва к Российской империи). В результате при Александре III территория Российской империи увеличилась ещё на 430 тыс. км². Присоединение Россией Средней Азии вызывало острую озабоченность Великобритании, усматривавшей в таком продвижении России угрозу своим индийским владениям. В 1885 году войска афганского эмира под руководством британских офицеров вышли на левый берег реки Кушка, где находились русские части. Афганский правитель заявил свои претензии на туркменские земли. Произошло военное столкновение, в котором победу одержали русские войска.
Это отрезвило Великобританию и заставило её в том же 1885 году подписать соглашение о создании русско-английских военных комиссий для определения окончательных границ России и Афганистана.
В 1890—1894 годах происходило соперничество российской и британской империй за контроль над Памиром. После экспедиций российских войск под командованием М. Ионова было заключено российско-британское соглашение, по которому часть Памира отошла к Афганистану, часть — к России, а часть — к Бухарскому эмирату, подконтрольному России. На этом экспансия России в Средней Азии завершилась.

#### Дальневосточная политика
В конце XIX в. на Дальнем Востоке началась экспансия Японии. Уже в 1876 году Корея, под японским военным давлением, подписывает договор с Японией, закончивший самоизоляцию Кореи и открывший её порты японской торговле, что в дальнейшем, в 1894 году, привело к войне между Японией и Китаем, а также к соперничеству с Россией из-за Ляодунского полуострова и Кореи и, в конечном итоге, к русско-японской войне в 1904 году. Однако Александр III хорошо понимал, что из-за отсутствия дорог и слабости военных сил на Дальнем Востоке Россия не была готова к военным столкновениям и проводил миролюбивую политику, не строил планов территориальной экспансии в этом регионе.
В 1891 году Россия начала строительство Великой Сибирской магистрали — железнодорожной линии Челябинск-Омск-Иркутск-Хабаровск-Владивосток (около 7 тыс. км), которая должна была связать Дальний Восток с Москвой и Петербургом. Экономическое и военно-стратегическое значение магистрали было чрезвычайно велико. Она открывала возможности для ускорения экономического развития Сибири и Дальнего Востока, позволяла резко увеличить военные силы России на Дальнем Востоке. На закладке дороги во Владивостоке присутствовал цесаревич-наследник, только что закончивший путешествие в Азию прибытием из Японии.
Заслуги Александра III во внешней политике были отмечены Францией, которая назвала главный мост в Париже в честь Александра III (Мост Александра III). Но и Германия, с которой при нём уже не было столь тёплых отношений, как при его предшественниках, высоко его оценивала. Как говорил германский император Вильгельм II после его смерти, «Вот это, действительно, был самодержавный Император».

## Частная жизнь

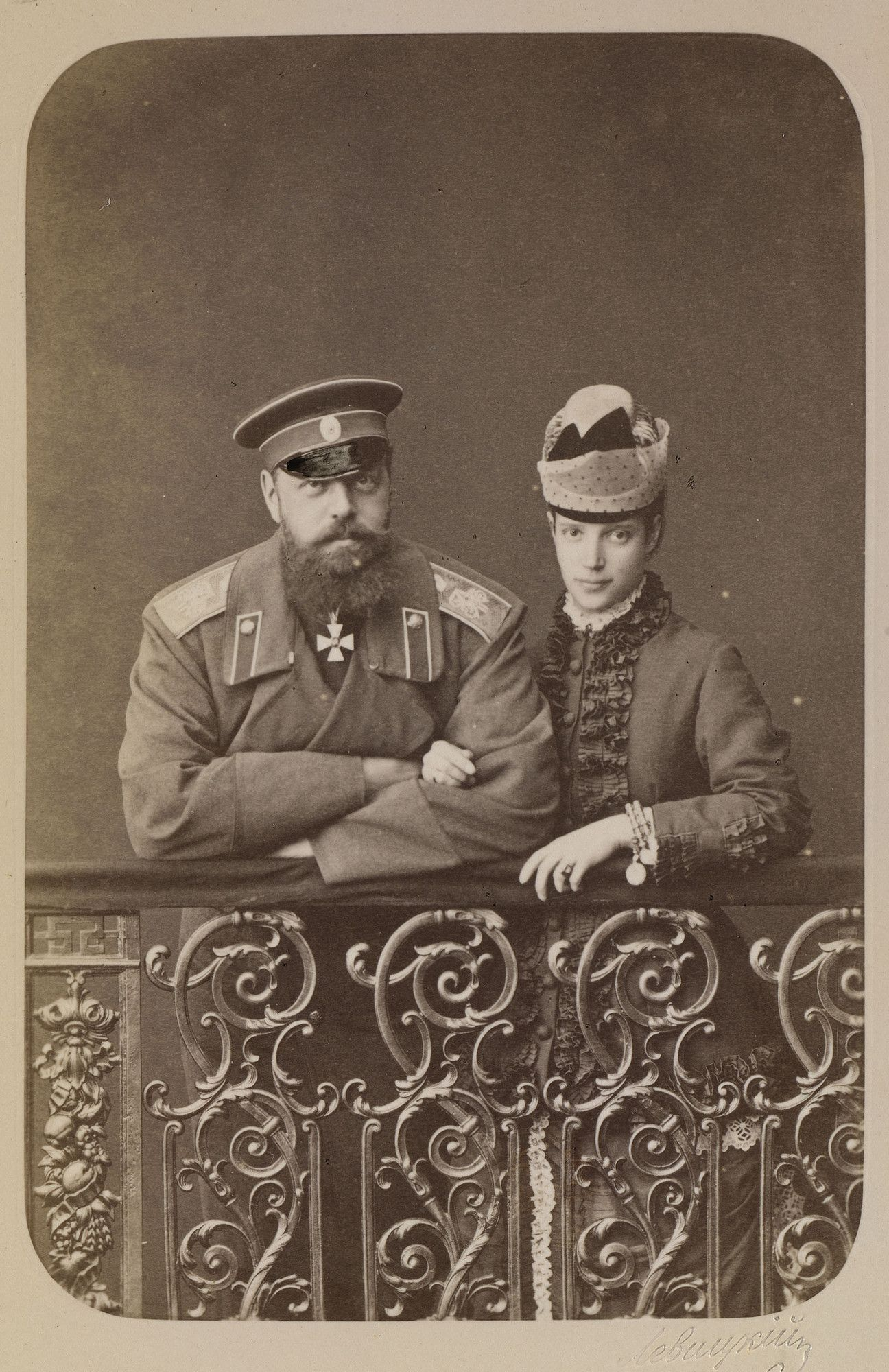
Цесаревич Александр Александрович и жена Мария Фёдоровна. Конец 1870-х годов

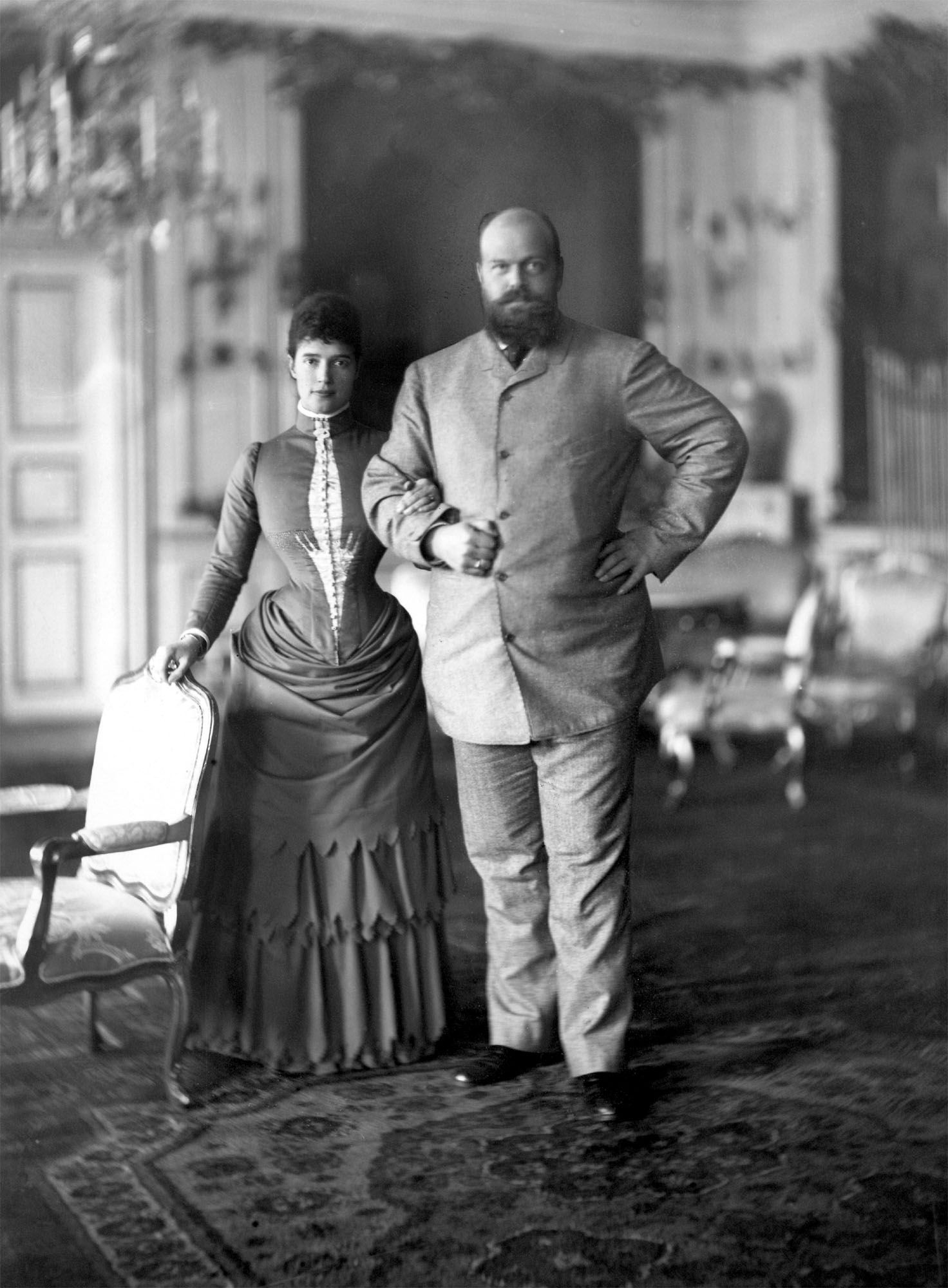
Мария Фёдоровна и Александр III в Дании. 1892

Внешностью, характером, привычками и самим складом ума Александр III мало походил на своего отца.
Император отличался высоким (193 см) ростом. В юности он обладал исключительной силой — пальцами гнул монеты и ломал подковы, с годами сделался тучным и громоздким, но и тогда, по свидетельству современников, в его фигуре было что-то грациозное. Он был совершенно лишён аристократизма, присущего его деду и отчасти отцу. Даже в манере одеваться было что-то нарочито непритязательное. Его, например, часто можно было видеть в солдатских сапогах с заправленными в них по-простецки штанами. В домашней обстановке он надевал русскую рубаху с вышитым на рукавах цветным узором. Отличаясь бережливостью, часто появлялся в поношенных брюках, тужурке, пальто или полушубке, сапогах.
Основным местопребыванием императора была Гатчина. Подолгу он жил в Петергофе и Царском Селе, а приезжая в Петербург, останавливался в Аничковом дворце. Зимний он не любил. Придворный этикет и церемониал при Александре стали гораздо проще. Он сильно сократил штат министерства двора, уменьшил число слуг и ввёл строгий надзор за расходованием денег. Дорогие заграничные вина были заменены крымскими и кавказскими, а число бало́в ограничено четырьмя в год.
Вместе с тем большие деньги расходовались на приобретение предметов искусства. Император Александр III в молодости обучался рисованию у профессора живописи Н. И. Тихобразова. Позже Александр Александрович возобновил занятия, продолжив рисовать вместе с женой Марией Фёдоровной под руководством академика А. П. Боголюбова. После восшествия на престол Александр III из-за загруженности делами оставил занятия художествами, сохранив на всю жизнь любовь к искусству.
Император был страстным коллекционером, уступая в этом отношении разве что своей венценосной прапрабабке Екатерине II. Гатчинский замок превратился буквально в склад бесценных сокровищ. Приобретения Александра — картины, предметы искусства, ковры и тому подобное — уже не помещались в галереях Зимнего, Аничкова и других дворцов. Собранная Александром III обширная коллекция картин, графики, предметов декоративно-прикладного искусства, скульптур после его смерти была передана в учреждённый российским императором Николаем II в память о своём родителе Русский музей.
Подобно отцу, Александр увлекался охотой и рыбалкой. Часто летом царская семья уезжала в финские шхеры. Любимым местом охоты императора была Беловежская пуща. Иногда императорская семья вместо отдыха в шхерах уезжала в польское Ловичское княжество, и там с азартом предавалась охотничьим забавам, особенно охоте на оленей, а завершала отпуск чаще всего поездкой в Данию, в замок Бернсторф, где время от времени собирались со всей Европы коронованные сородичи Дагмары. Во время летнего отдыха министры могли отвлекать императора лишь в экстренных случаях, однако в течение всего остального года Александр всецело отдавался делам.
Император профессионально играл на тромбоне и баритон-геликоне (разновидность саксгорна). Будучи ещё цесаревичем, заказал композитору Н. А. Римскому-Корсакову концерт для тромбона с оркестром. Держал духовой оркестр, в котором играл раз в неделю всю жизнь.

### Семья
Супруга: Дагмара Датская (14 (26) ноября 1847 — 13 октября 1928), дочь датского короля Кристиана IX, после перехода в православие Мария Фёдоровна.
Дети:
1. Николай Александрович (6 (18) мая 1868 — 17 июля 1918, Екатеринбург), с 1894 года император Николай II
2. Александр Александрович (26 мая (7 июня) 1869 — 20 апреля (2 мая) 1870, Санкт-Петербург)
3. Георгий Александрович (27 апреля (9 мая) 1871 — 28 июня (10 июля) 1899, Абастумани)
4. Ксения Александровна (25 марта (6 апреля) 1875 — 20 апреля 1960, Лондон)
5. Михаил Александрович (22 ноября (4 декабря) 1878 — 13 июня 1918, Пермь)
6. Ольга Александровна (1 (13) июня 1882 — 24 ноября 1960, Торонто)

До знакомства с Дагмарой цесаревич серьёзно подумывал об отречении от престола и женитьбе на княжне Марии Мещерской. При всей своей внешней строгости в отношении своих близких Александр неизменно оставался преданным семьянином и любящим отцом. Утверждается, что он не только ни разу в жизни не тронул и пальцем детей, но и резким словом не обидел. Его сын Николай II мало походил на отца внешне, но зато его внучка — Мария Николаевна, оказалась очень похожей на деда — отличалась массивностью и силой.

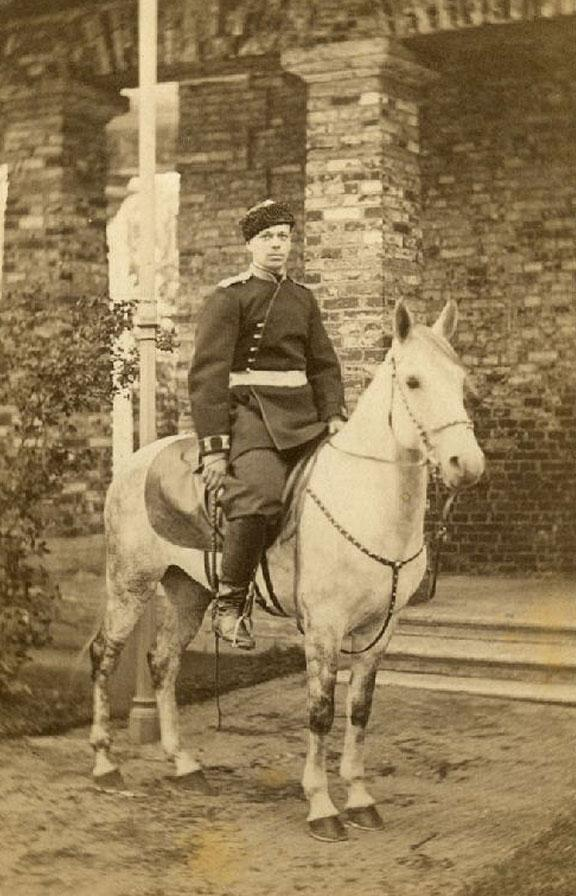
Цесаревич Александр в Царском селе (1866)
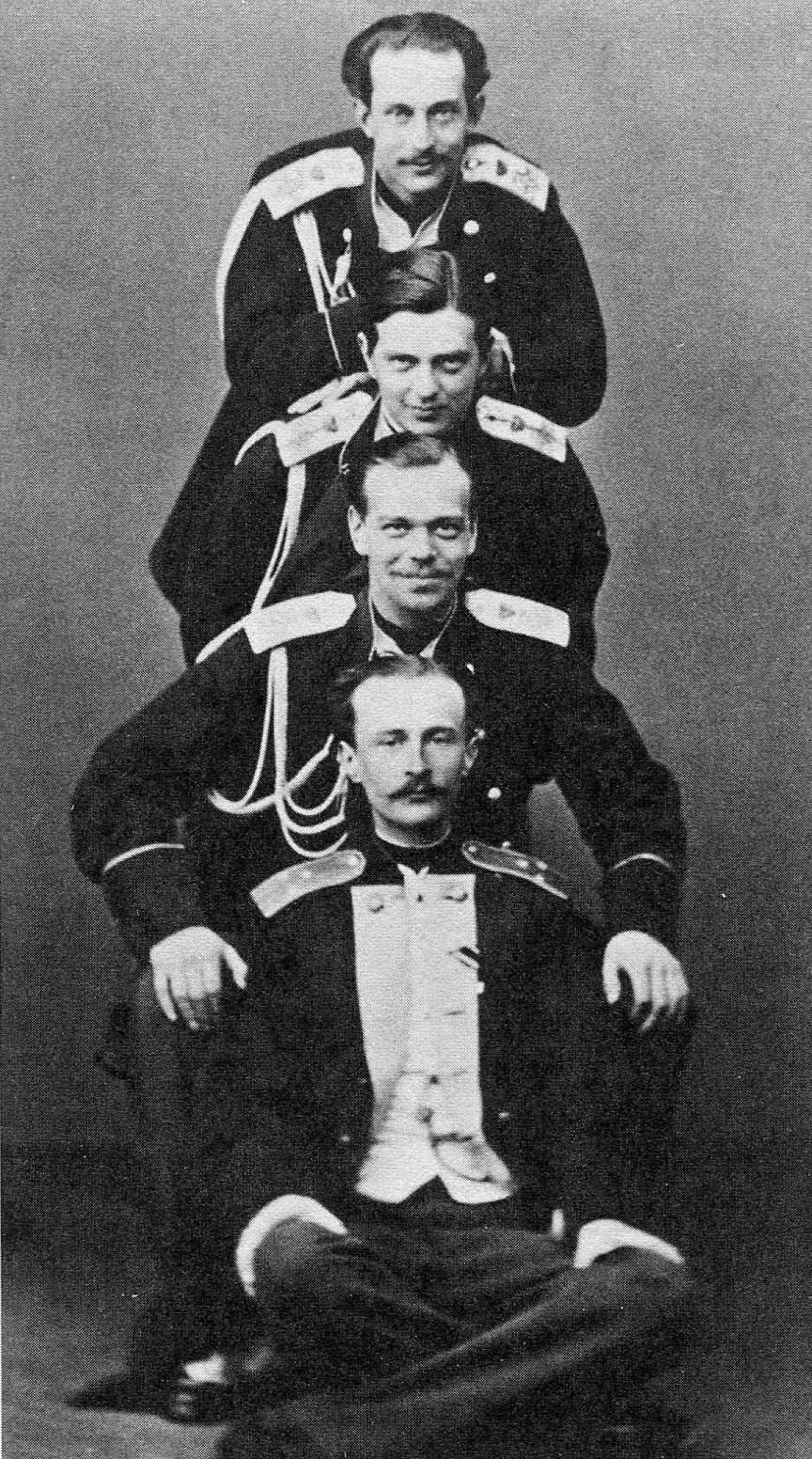
Цесаревич Александр с родственниками (середина 1860-х)
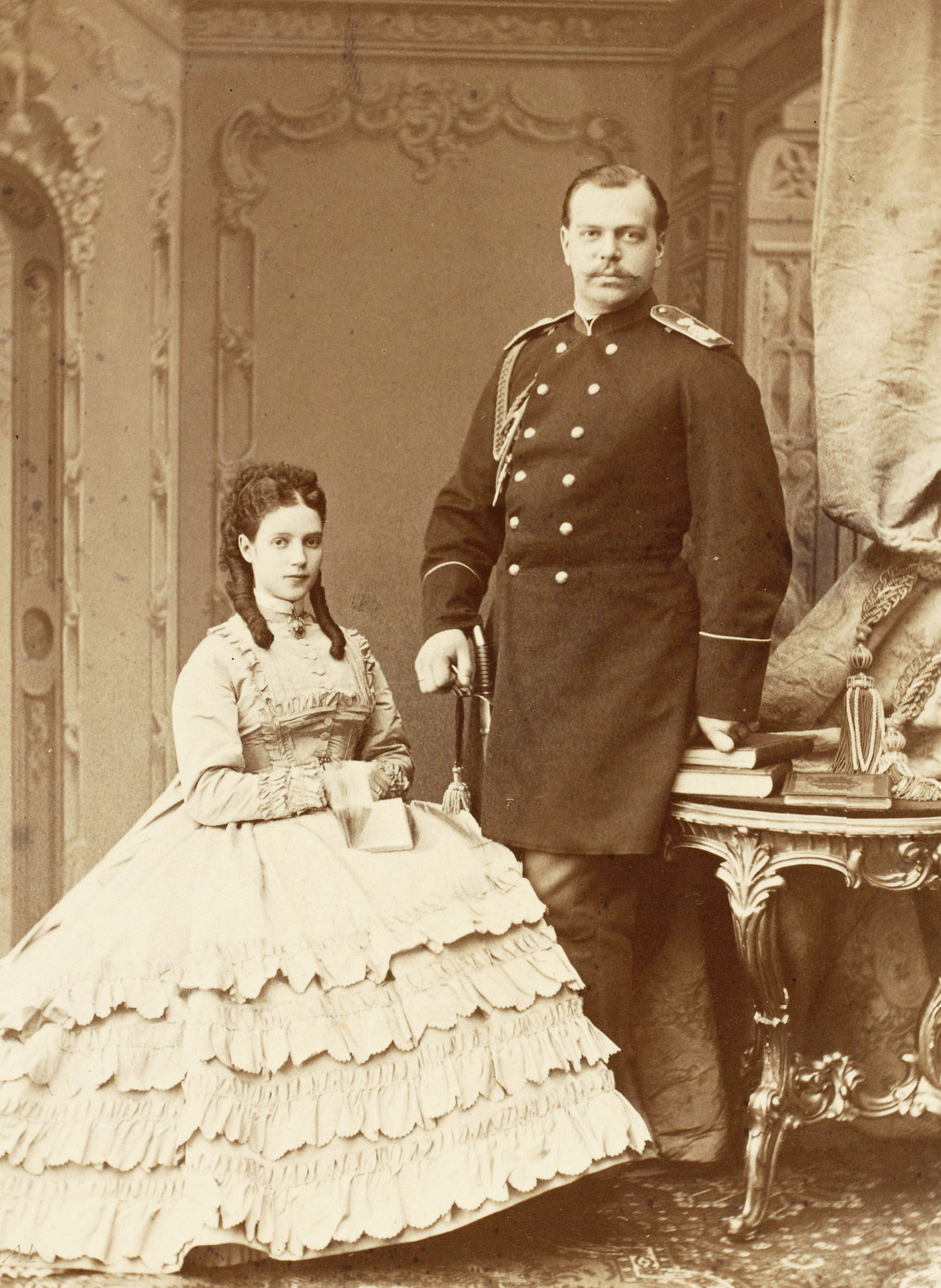
Александр Александрович с супругой (1867)
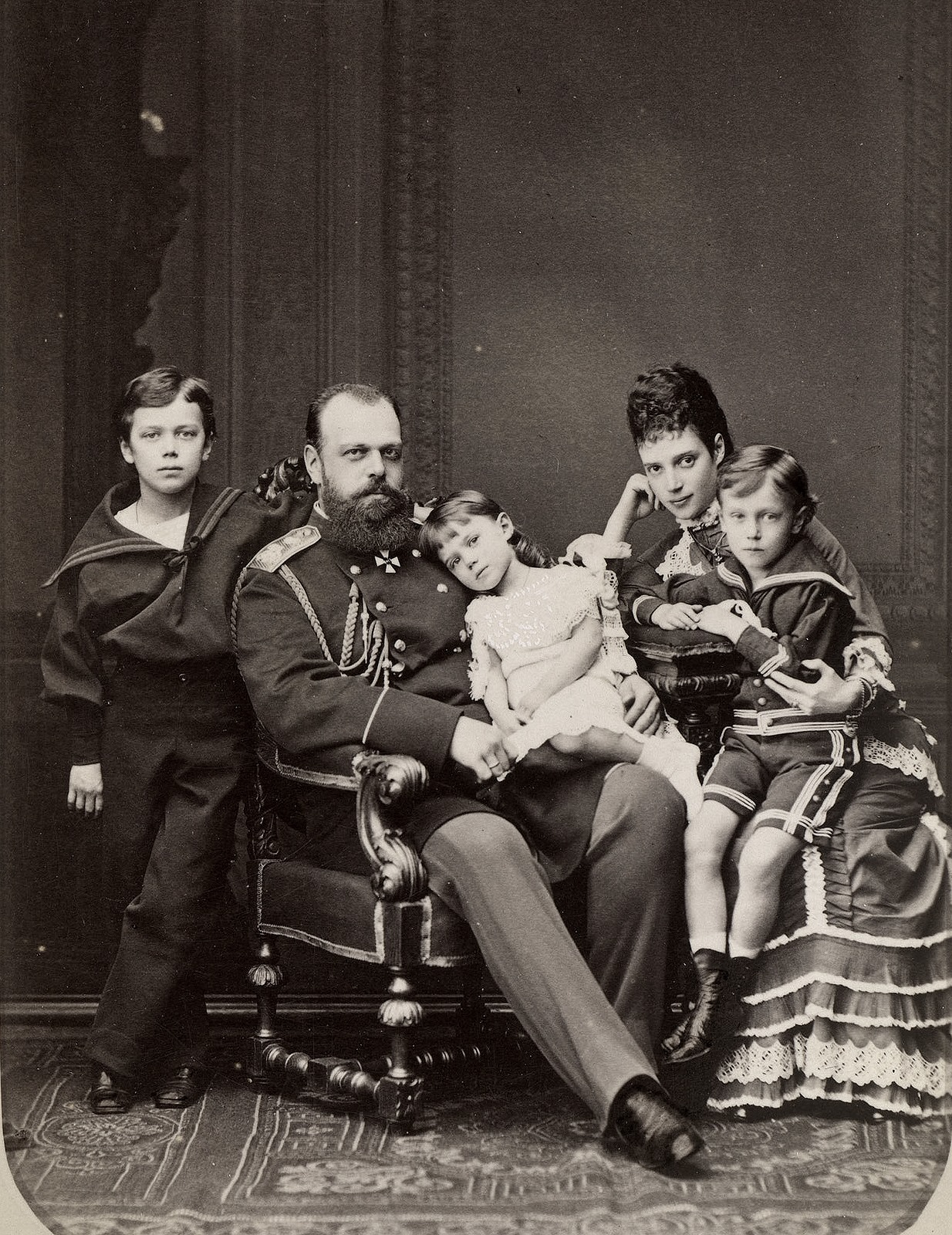
Александр Александрович с женой и детьми (1878)
Император Александр III с женой и старшими детьми, Гатчина (1886)
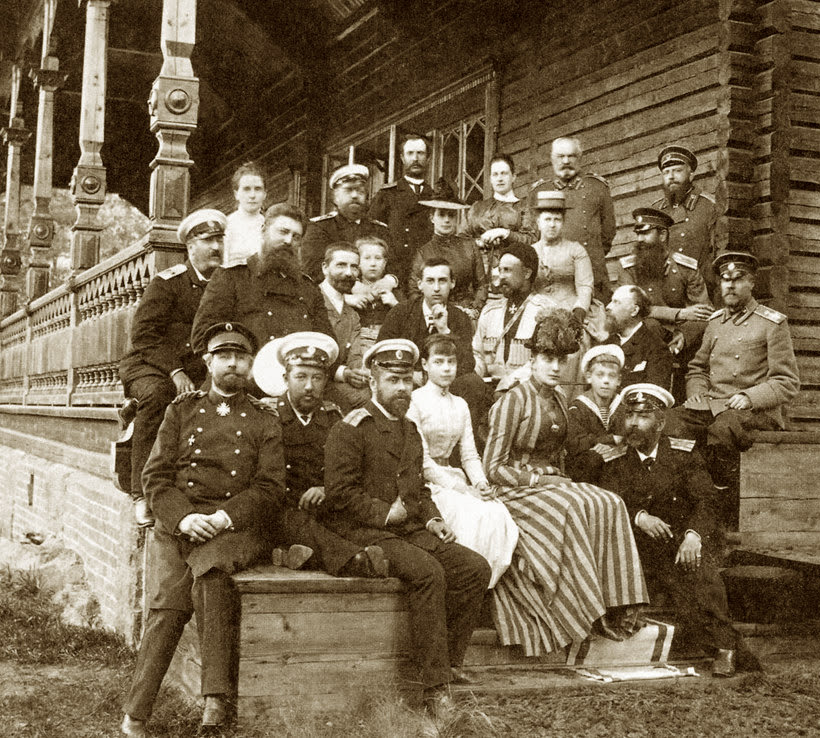
Императорская чета в кругу приближённых (лето 1889)
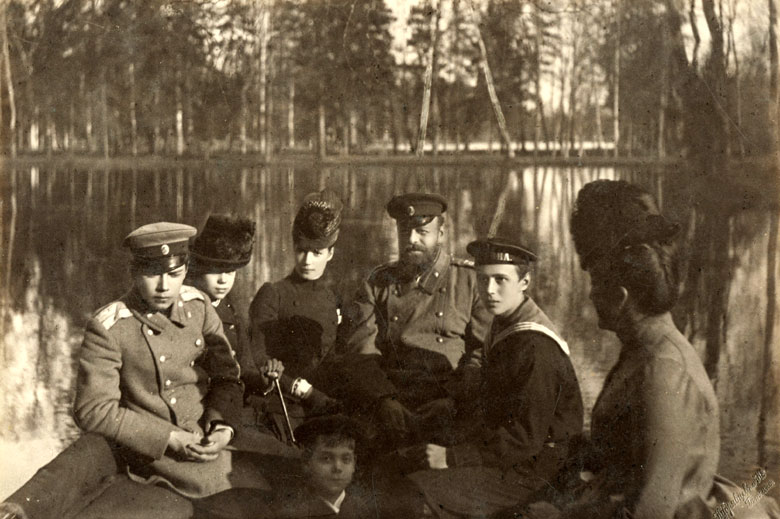
Императорская чета с детьми Николаем, Георгием, Михаилом и Ксенией на лодке (после 1890)
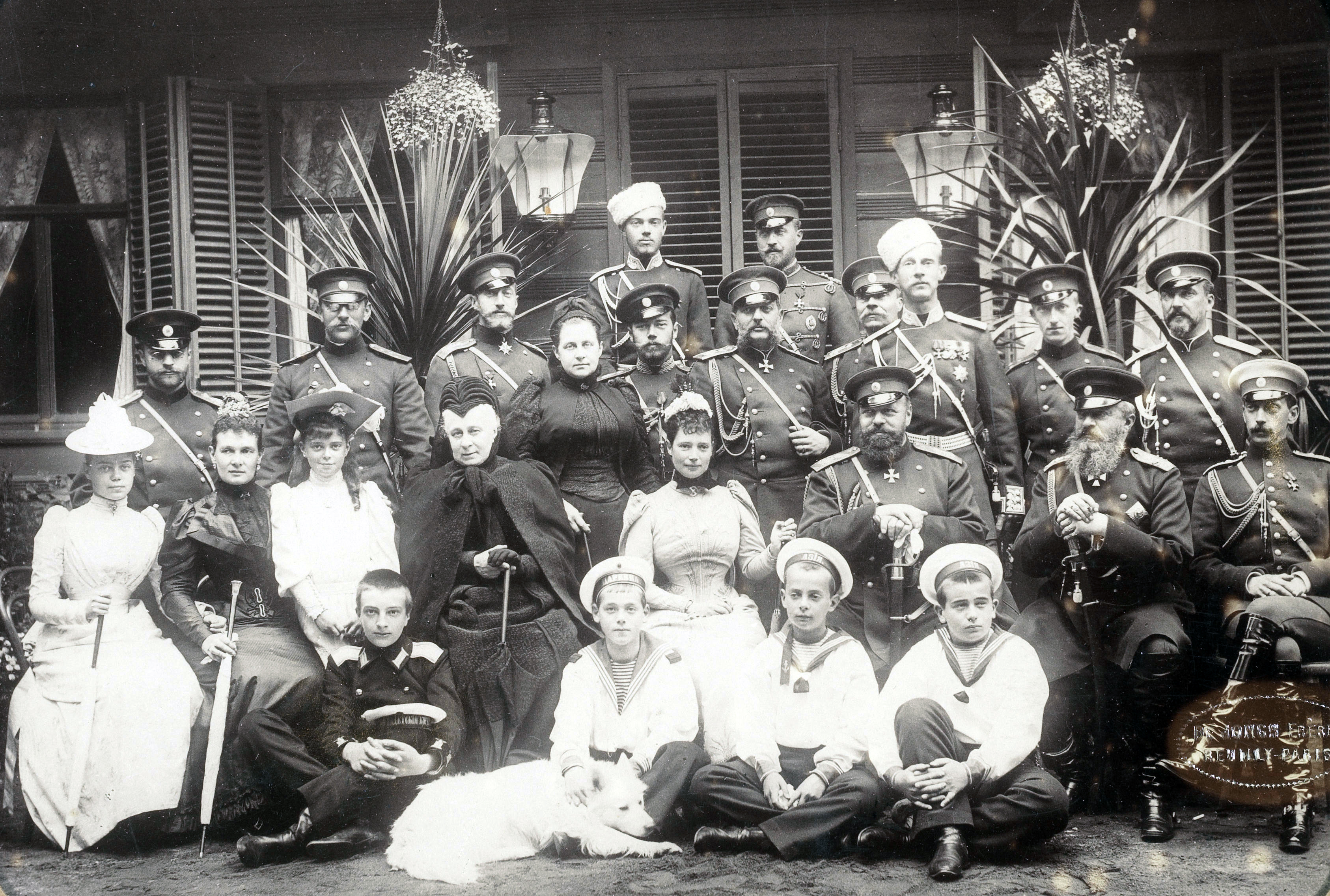
Романовы во главе с императором (1891)
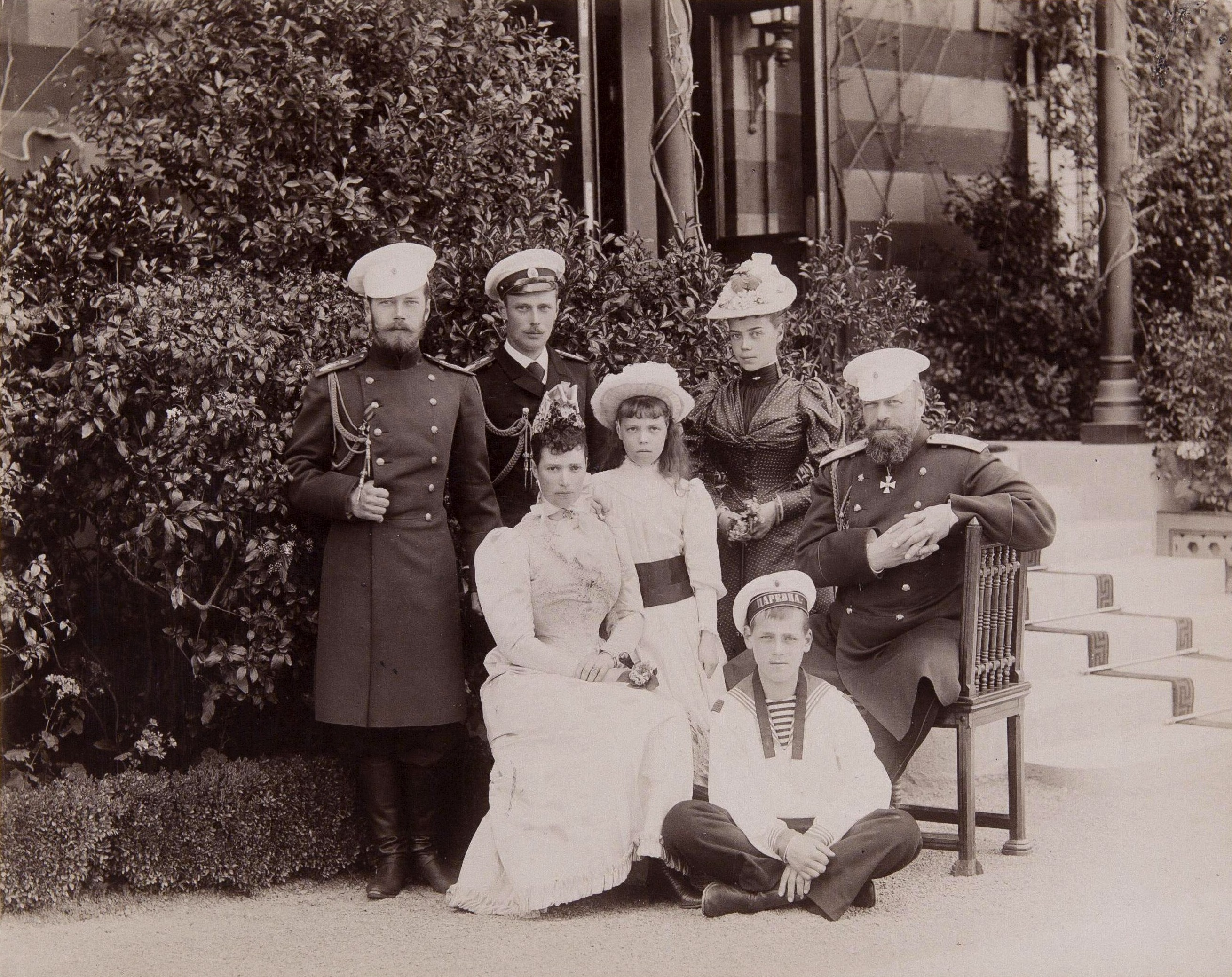
Александр III и императрица с детьми. Крым, Ливадия. Май 1893 г. (последняя фотосессия императора с семьёй)
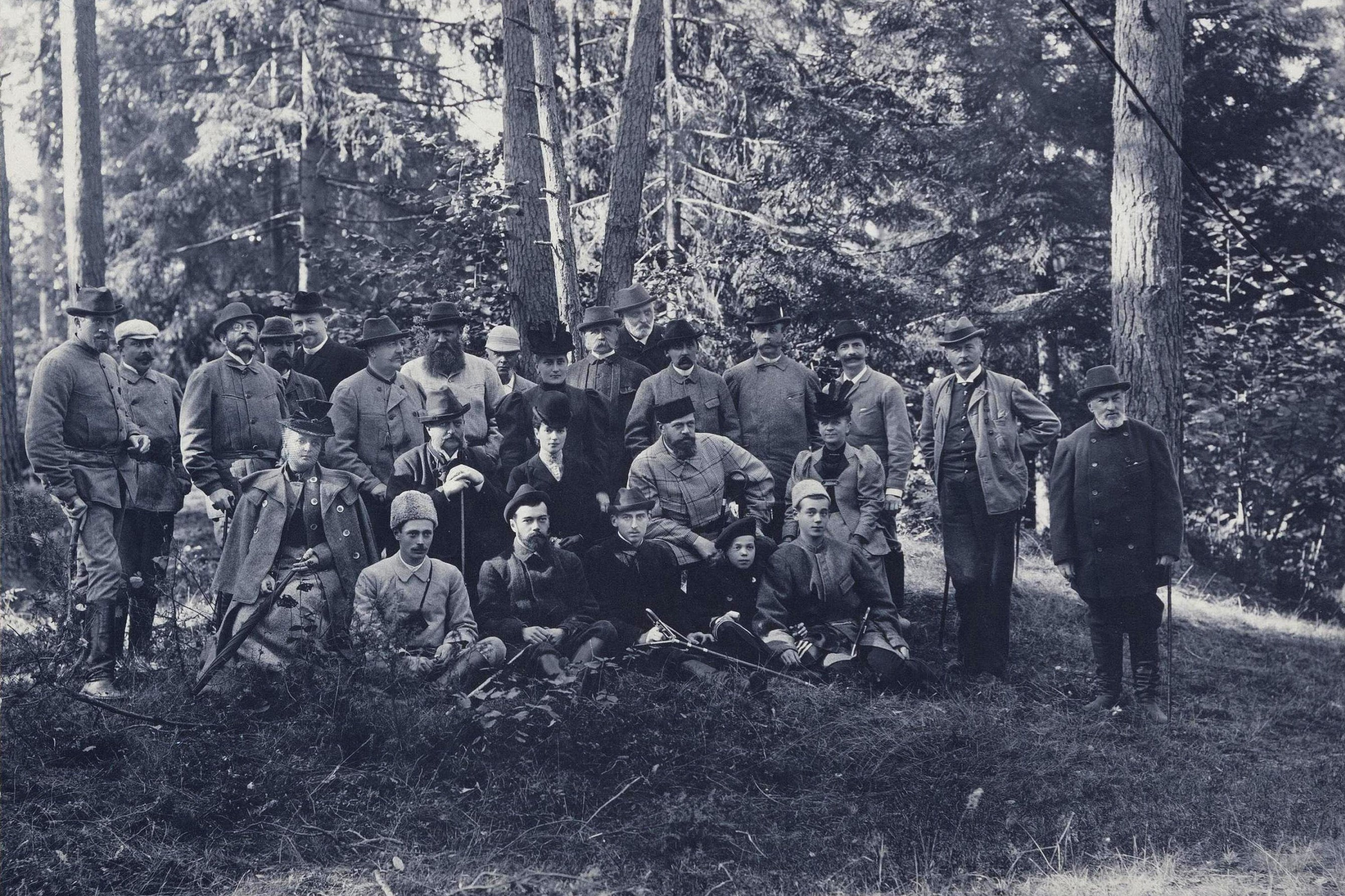
Император с супругой и со свитой на охоте в усадьбе «Спала». Осень 1894 г. (одно из последних фото императора)

### Оценки личности

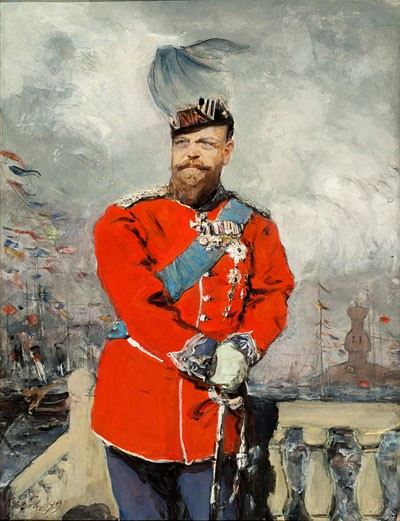
Александр III. Картина В. Серова

По словам историка П. А. Зайончковского, «Александр III был довольно скромен в личной жизни. Он не любил лжи, был хорошим семьянином, был трудолюбив», работая над государственными делами нередко до 1-2 часов ночи. «Александр III обладал определённой системой взглядов… Оберегать чистоту „веры отцов“, незыблемость принципа самодержавия и развивать русскую народность… — таковы основные задачи, которые ставил перед собой новый монарх… в некоторых вопросах внешней политики он обнаружил и наверное здравый смысл»:300.
Как писал С. Ю. Витте, «у императора Александра III было совершенно выдающееся благородство и чистота сердца, чистота нравов и помышлений. Как семьянин — это был образцовый семьянин; как начальник и хозяин — это был образцовый начальник и образцовый хозяин… был хороший хозяин не из-за чувства корысти, а из-за чувства долга. Я не только в царской семье, но и у сановников, никогда не встречал того чувства уважения к государственному рублю, к государственной копейке, которым обладал император… Он умел внушить за границею уверенность, с одной стороны, в том, что Он не поступит несправедливо по отношению к кому бы то ни было, не пожелает никаких захватов; все были покойны, что Он не затеет никакой авантюры… У императора Александра III никогда слово не расходилось с делом. То, что он говорил — было им прочувствовано, и он никогда уже не отступал от сказанного им… Император Александр III был человек чрезвычайно мужественный».
Не переносил нечистоплотности ни в делах, ни в личной жизни. Согласно его собственным заявлениям, он мог простить чиновнику нечистоплотность в делах или в поведении лишь один раз, в случае его раскаяния, а на второй раз неизбежно следовало увольнение провинившегося (известны соответствующие примеры — например, А. А. Абаза). Не терпел своих родственников (например, великих князей Константина Николаевича и Николая Николаевича, принца Георгия Лейхтенбергского), имевших любовные связи с танцовщицами, актрисами и т. п. и открыто их демонстрировавших.
Вместе с тем Александр III был не злым и обладал неплохим чувством юмора, о чём говорит, в частности, следующий курьёзный случай. Однажды некий солдат Орешкин напился в кабаке и начал буянить; его пытались урезонить, указывая на висевший в кабаке портрет императора, но солдат в ответ заявил: «А плевал я на вашего государя императора!» Его арестовали и завели было дело об оскорблении царствующей особы, но Александр III, ознакомившись c делом, остановил ретивых чиновников, а на папке начертал: «Дело прекратить, Орешкина освободить, впредь моих портретов в кабаках не вешать, передать Орешкину, что я на него тоже плевал»:139.
По словам историка В. Ключевского, «этот тяжёлый на подъём царь не желал зла своей империи и не хотел играть с ней просто потому, что не понимал её положения, да и вообще не любил сложных умственных комбинаций, каких требует игра политическая не менее, чем карточная. Сметливые лакеи самодержавного двора без труда заметили это и ещё с меньшим трудом успели убедить благодушного барина, что все зло происходит от преждевременного либерализма реформ благородного, но слишком доверчивого родителя, что Россия ещё не дозрела до свободы и её рано пускать в воду, потому что она ещё не выучилась плавать. Все это показалось очень убедительно, и было решено раздавить подпольную крамолу, заменив сельских мировых судей отцами-благодетелями земскими начальниками, а выборных профессоров назначаемыми, прямо из передней министра народного просвещения. Логика петербургских канцелярий вскрылась догола, как в бане. Общественное недовольство поддерживалось неполнотой реформ или недобросовестным, притворным их исполнением. Решено было окорнать реформы и добросовестно, открыто признаться в этом. Правительство прямо издевалось над обществом, говорило ему: вы требовали новых реформ — у вас отнимут и старые; вы негодовали на недобросовестное искажение высочайше даруемых реформ — вот вам добросовестное исполнение высочайше искажённых реформ».

## Болезнь и смерть
17 (29) октября 1888 года царский поезд, идущий с юга, потерпел крушение у станции Борки, в 50 километрах от Харькова. Семь вагонов оказались разбитыми; были жертвы среди прислуги, но царская семья, находившаяся в момент катастрофы в вагоне-столовой, осталась цела. При крушении обвалилась крыша вагона; Александр, как говорили, удерживал её на своих плечах до тех пор, пока не прибыла помощь.

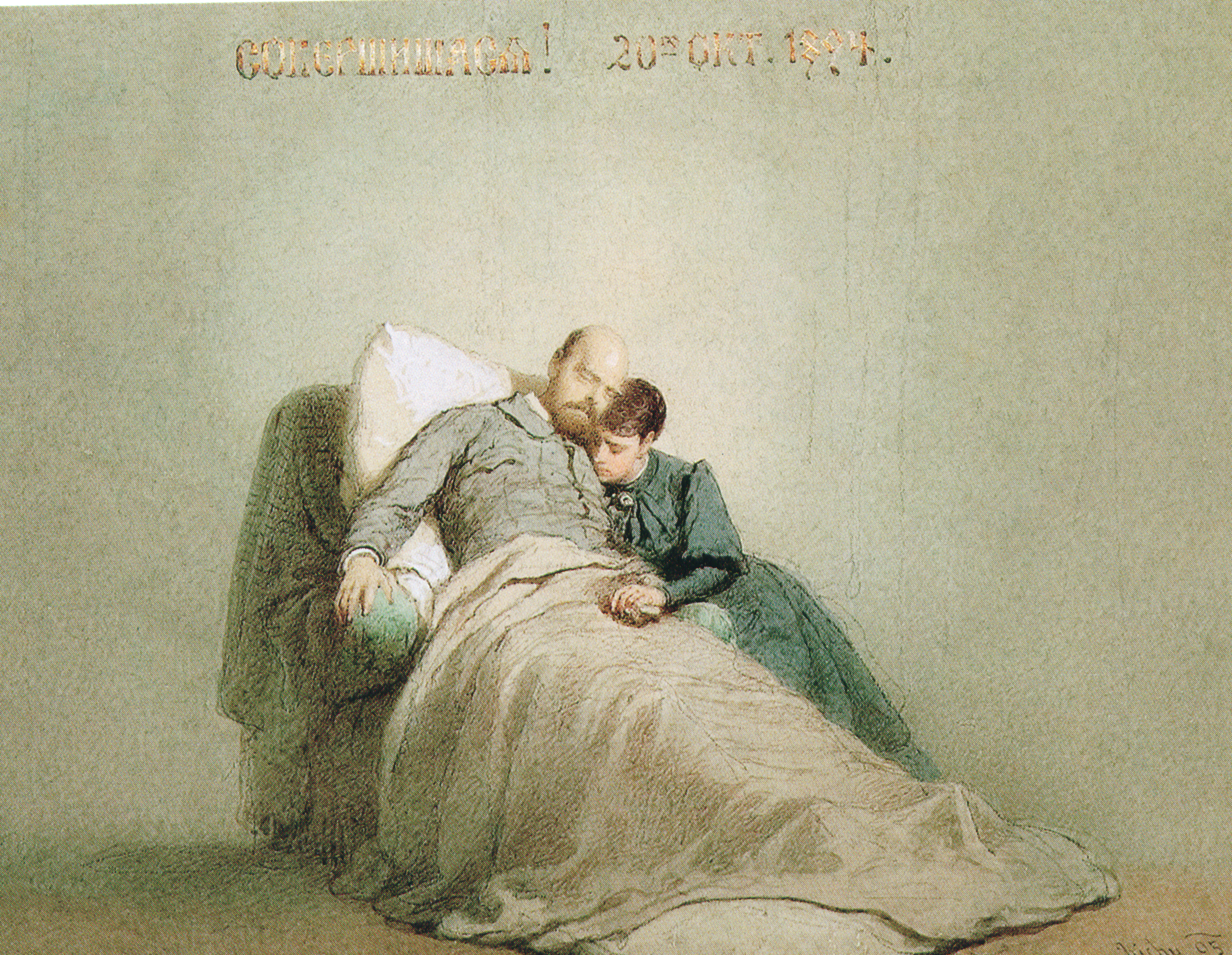
Смерть Александра III в Ливадии.
1895, Михаил Зичи

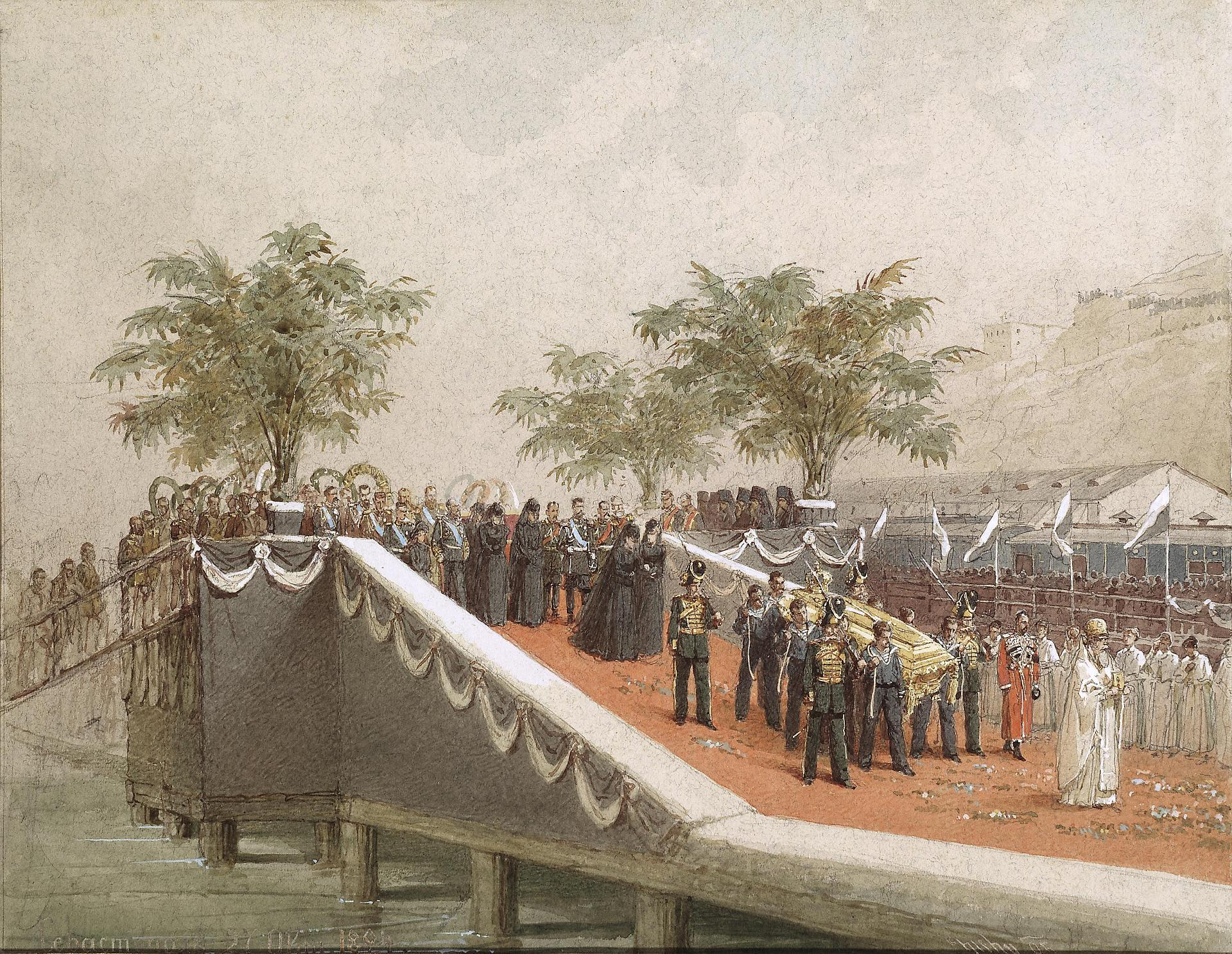
Ялта. Спуск гроба с телом императора на корабль в Севастополь. 1895, Михаил Зичи

Однако вскоре после этого происшествия император стал жаловаться на боли в пояснице. Профессор Вильгельм Грубе, осмотревший Александра, пришёл к выводу, что страшное сотрясение при падении положило начало болезни почек. Болезнь неуклонно развивалась. Государь все чаще чувствовал себя нездоровым. Цвет лица его стал землистым, пропал аппетит, плохо работало сердце. Зимой 1894 года он простудился, но не стал принимать никаких врачебных мер и продолжал ездить в открытом экипаже. Вскоре у него открылось воспаление лёгких. Вызванный из Москвы профессор Захарьин объявил положение серьёзным и сказал, что выздоровление будет долгим. В сентябре, во время охоты в Беловежье, император почувствовал себя совсем скверно. Берлинский профессор Эрнст Лейден, срочно приехавший по вызову в Россию, нашёл у императора нефрит — острое воспаление почек; по его настоянию Александра отправили в Крым, в Ливадию. Правда, двоюродная сестра государя, греческая королева Ольга Константиновна предлагала Александру ехать в Грецию на лечение, однако по пути император почувствовал себя так плохо, что было решено остановиться в Ливадии.
21 сентября (3 октября) 1894 года императорская семья приехала в Ливадийский дворец. Здесь Александр III, которому не было и пятидесяти лет, угас за месяц. Он страшно похудел, измученный болезнью. Ему почти ничего нельзя было есть, император уже не мог ни ходить, ни лежать и почти не мог уснуть.
20 октября (1 ноября) 1894 года, в 14 часов 15 минут, сидя в кресле, Александр III умер. Диагноз болезни императора Александра III:
«Ливадия, 21 октября (2 ноября) 1894. Диагноз болезни Его Величества Государя Императора Александра Александровича, поведший к Его кончине: Хронический интерстициальный нефрит с последовательным поражением сердца и сосудов, геморрагический инфаркт в левом легком, с последовательным воспалением. Подписано: Лейден, Захарьин, лейб-хирург Гиршев, профессор Н. Попов, почётный лейб-хирург Вельяминов, министр Двора граф Воронцов-Дашков».
Следует особо отметить мнение лейб-хирурга Александра III, Николая Александровича Вельяминова, который считал главной причиной смерти императора гипертрофию сердца и жировое перерождение последнего (вскрытие показало, что изменения в почках были сравнительно незначительны). Таким образом, по мнению Вельяминова, изначальный диагноз, поставленный врачами Александру III, был неточен. Впрочем, как пишет Н. А. Вельяминов, «неточность распознавания не принесла больному ни малейшего вреда, ибо бороться с такими изменениями в сердце мы не имеем средств, но что диагноз был не точен — это факт бесспорный».

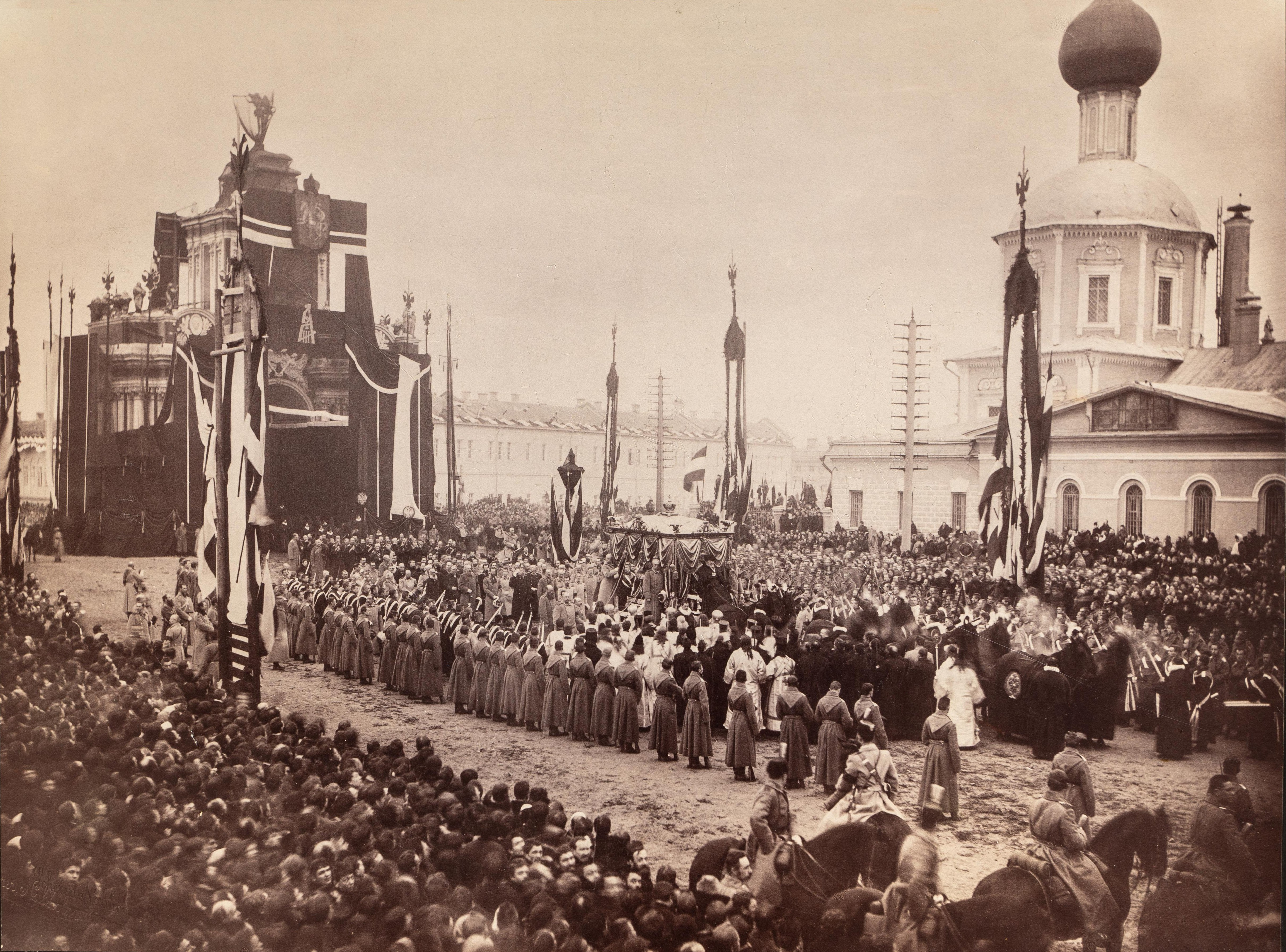
Москва. Похоронная процессия с наследником Николаем у Красных ворот.

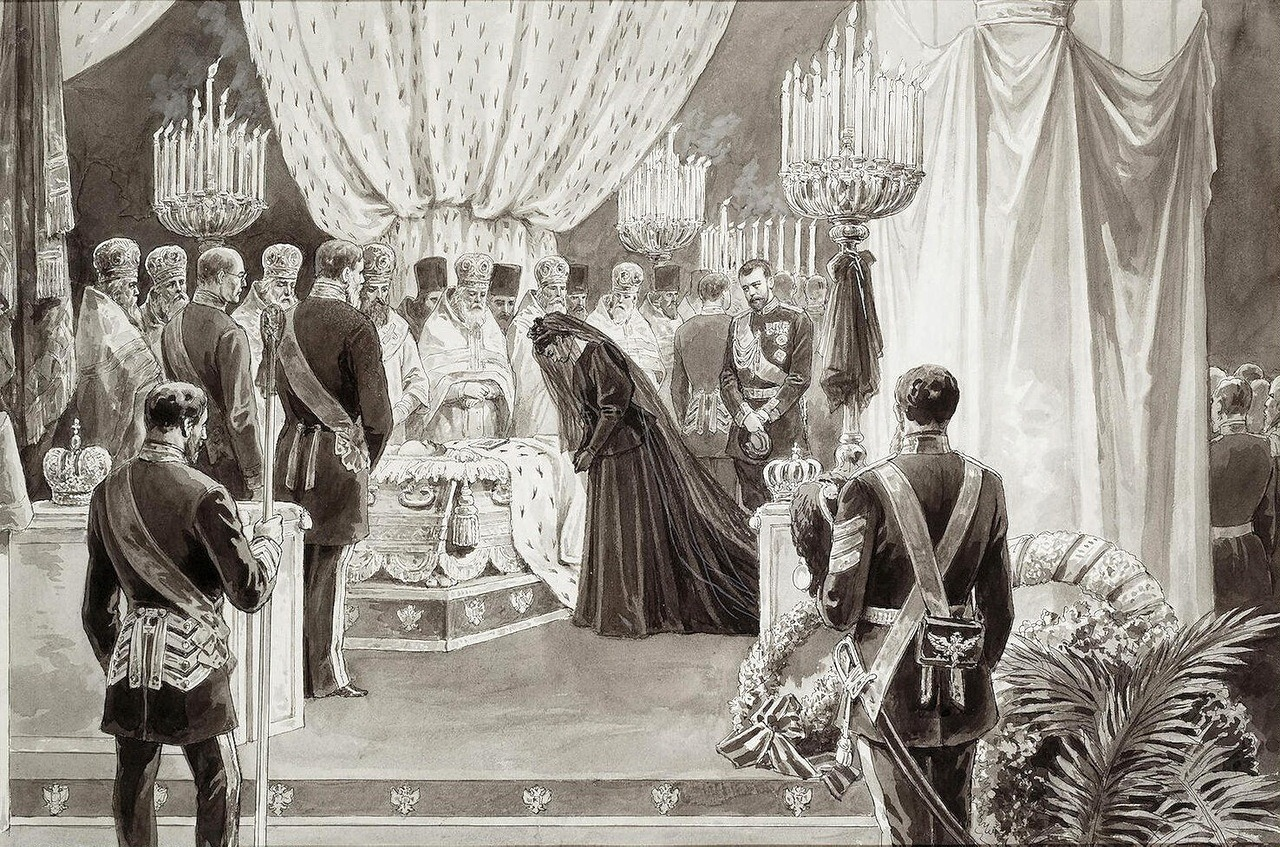
Прощание с императором в Петропавловском соборе. 1894, К. Брож

Через полтора часа после кончины Александра III в Ливадийской Крестовоздвиженской церкви присягнул на верность престолу новый император — Николай II. На следующий день, 21 октября, в этой же церкви состоялись панихида по покойному императору и обращение в православие лютеранки принцессы Алисы. Она стала Александрой Фёдоровной.
В день кончины при императоре, кроме духовника императорской семьи протопресвитера Иоанна Янышева, преподавшего в последний раз императору Святые Таины, также находился прибывший 8 октября с великой княгиней Александрой Иосифовной протоиерей Иоанн Сергиев (Иоанн Кронштадтский). Он присутствовал в момент самой смерти императора, возложив (по его свидетельству) свои руки на его голову, по просьбе умирающего.
Тело покойного несколько дней оставалось в Ливадийском дворце, в ожидании прибытия из Петербурга дубового и серебряного гробов. 27 октября на руках было перенесено в Ялту и морем доставлено в Севастополь на крейсере 1-го ранга Память Меркурия. Далее по железной дороге тело проследовало через Москву (с прохождением процессии до Кремля) в Санкт-Петербург, куда было доставлено утром 1 ноября. В Петербурге траурная процессия прошла от Николаевского вокзала через Невский проспект, Николаевский (Благовещенский) мост. К 14 часам гроб был доставлен для прощания в Петропавловский собор. Отпевание в том же соборе 7 ноября совершил сонм иерархов российской церкви во главе с митрополитом Санкт-Петербургским Палладием (Раевым).

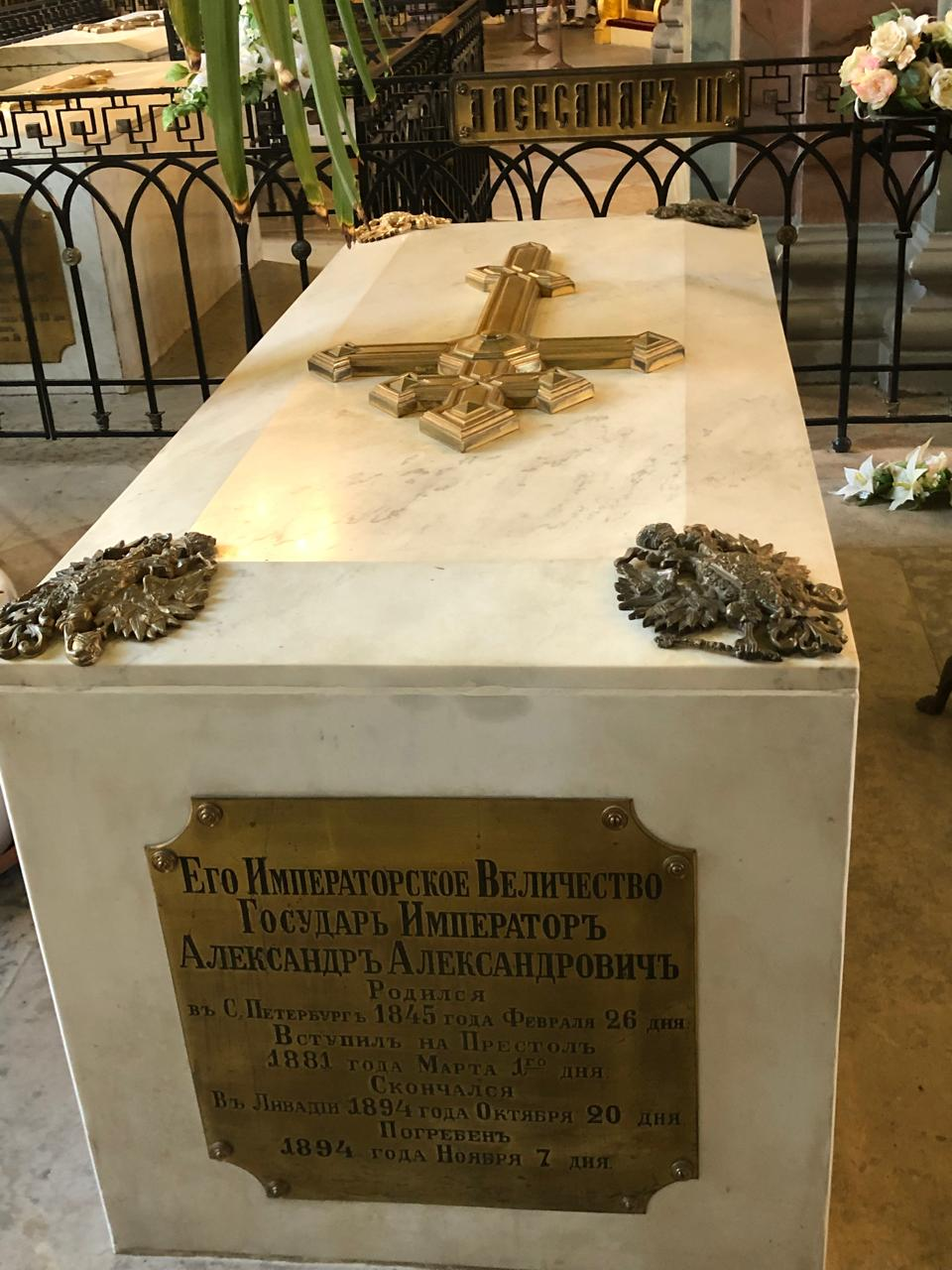
Гробница Александра III в Петропавловском соборе Петропавловской крепости

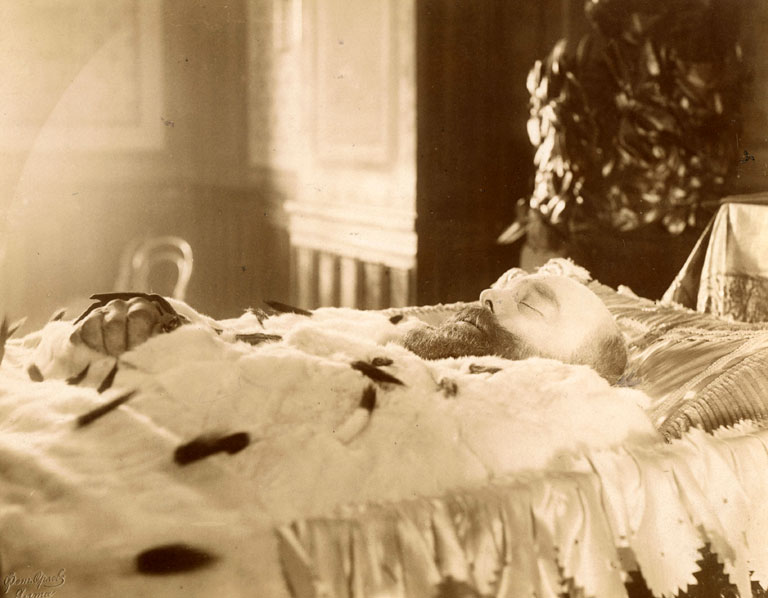
Александр III в гробу (Ливадия, 20 октября 1894)

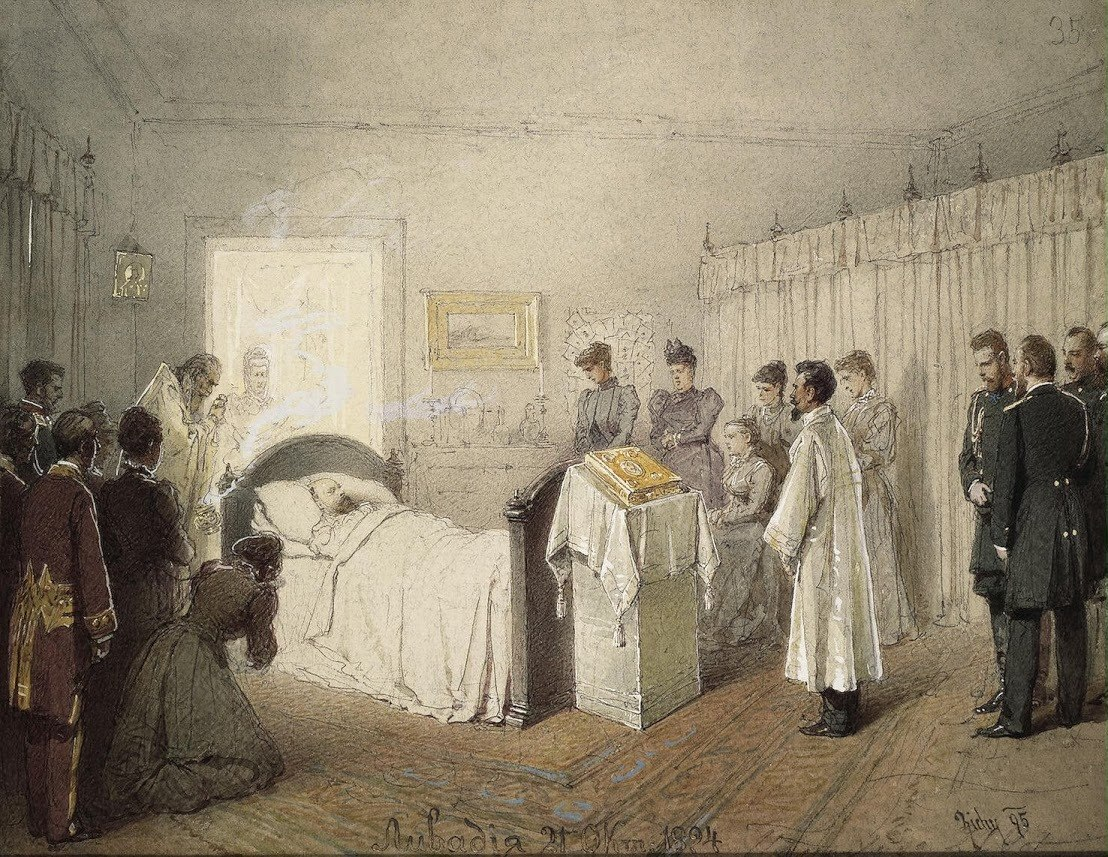
Панихида по Александру III в его спальне в Ливадии 21 окт. 1894г. Рис. М. Зичи, 1895

Это горе было и нашим горем; для нас оно приобрело национальный характер; но почти те же чувства испытывали и другие нации… Европа почувствовала, что она теряет арбитра, который всегда руководился идеей справедливости.
Во время заседания Сената Франции 5 (17) ноября 1894 года его председатель сказал в своей речи, что русский народ переживает «скорбь утраты властителя, безмерно преданного его будущему, его величию, его безопасности; русская нация под справедливой и миролюбивой властью своего императора пользовалась безопасностью, этим высшим благом общества и орудием истинного величия».
С. Ю. Витте: «Если бы Александру III суждено было продолжить царствовать, сколько он царствовал, то император, по собственному убеждению, двинул бы Россию на путь спокойного либерализма».
Царь держал всё под гнётом, что хорошо, что рано умер и вовремя. Противоречий не терпел, сам смыслил немного, людей умных возле него не было. Ещё так мало времени прошло, а уже холоднее говорят про Александра III. Он оставил по себе неглубокий след. Жалеют о нём только те, кто страшится потерять у молодого царя свои министерские портфели.
27 ноября 2015 года могила Александра III в Петропавловском соборе была вскрыта для проведения следственных действий по делу о гибели его внуков — Алексея и Марии Романовых.

## Почётные звания и награды
Военные чины
- Прапорщик (26 февраля (9 марта) 1852)
- Подпоручик (26 февраля (10 марта) 1853)
- Поручик (24 декабря 1855 (5 января 1856))
- Штабс-капитан (26 февраля (10 марта) 1859)
- Капитан (26 февраля (10 марта) 1862)
- Полковник (6 (18) сентября 1863)
- Генерал-майор (30 августа (11 сентября) 1865)
- Генерал-лейтенант (24 сентября (6 октября) 1868)
- Генерал от инфантерии (30 августа (11 сентября) 1874)
- Генерал от кавалерии (30 августа (11 сентября) 1874)

Свитские звания
- Флигель-адъютант (30 августа (11 сентября) 1862)

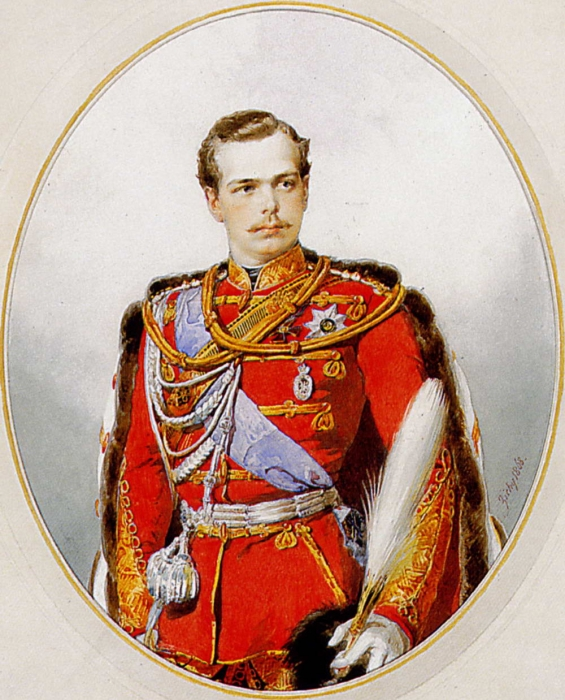
Цесаревич в гусарском мундире (1868)

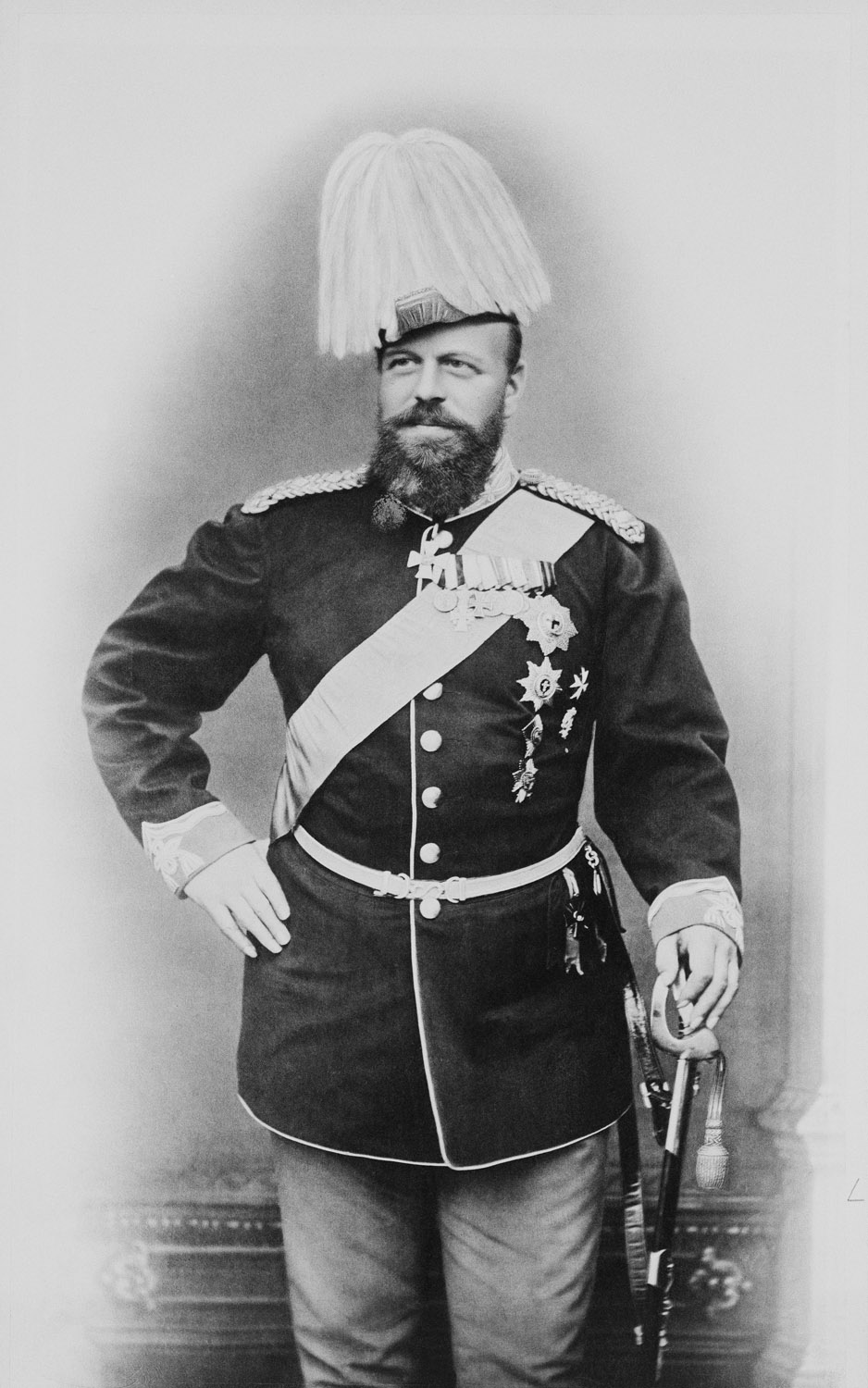
Александр III в датском военном мундире с лентой ордена Слона

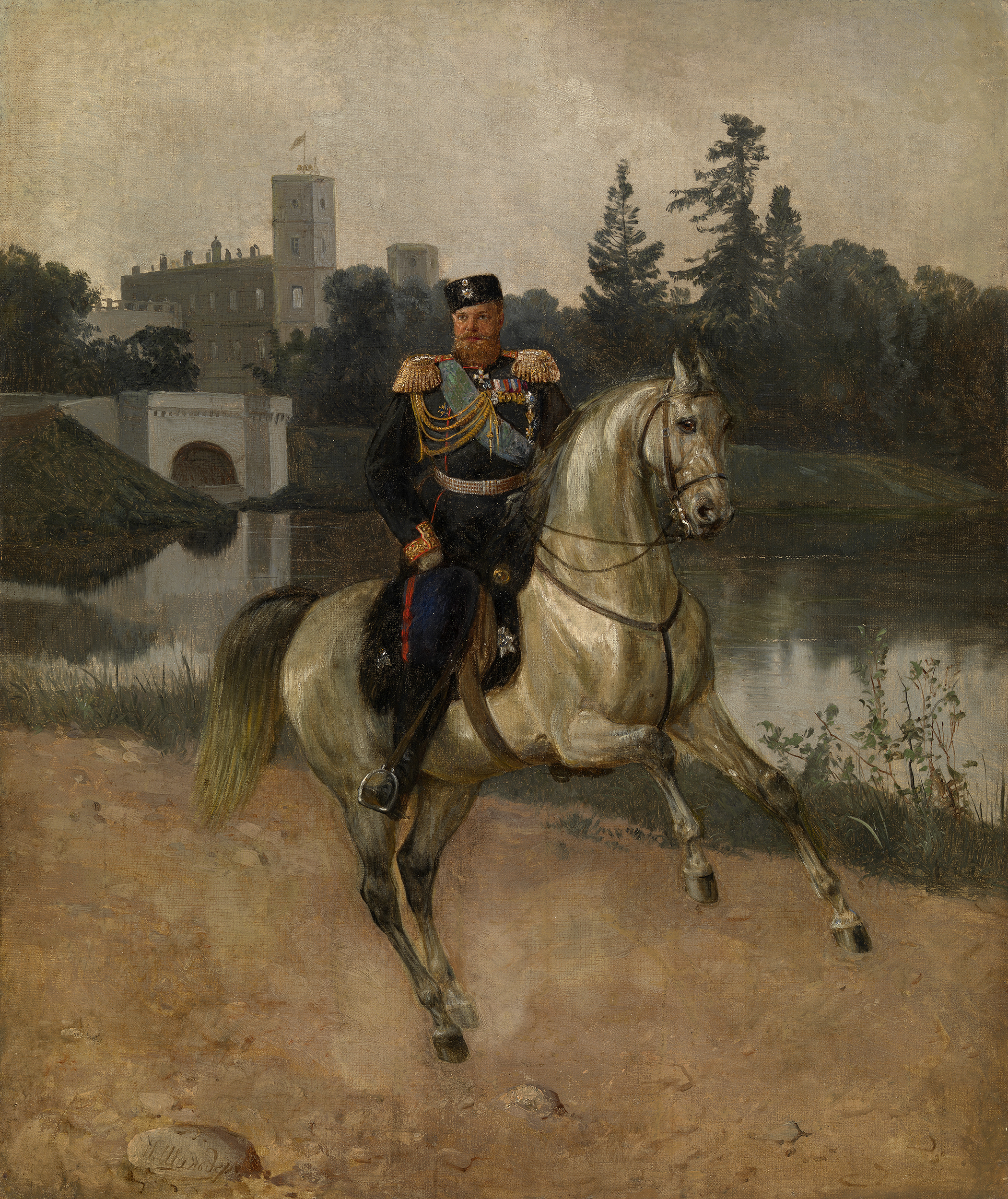
Александр III в Гатчине

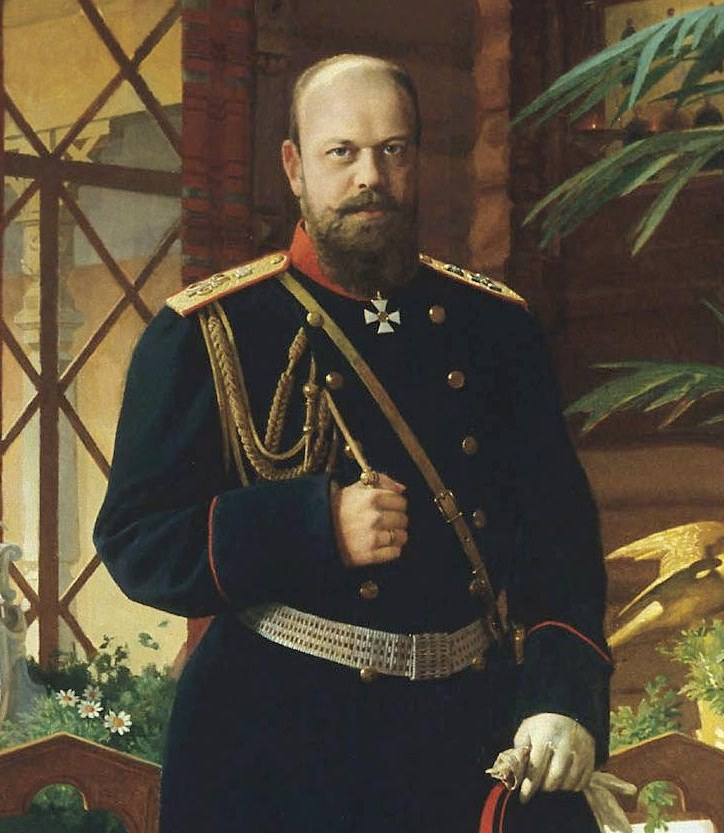
На посмертном портрете кисти Дмитриева-Оренбургского

- Свиты Его Императорского Величества генерал-майор (30 августа (11 сентября) 1865)
- Генерал-адъютант (17 (29) апреля 1868)

Российские награды
- Орден Святого апостола Андрея Первозванного (17 (29) марта 1845)
- Орден Святого Александра Невского (17 (29) марта 1845)
- Орден Святой Анны 1-й ст. (17 (29) марта 1845)
- Орден Белого Орла (17 (29) марта 1845)
- Орден Святого Владимира 4-й ст. (6 (18) августа 1864)
- Орден Святого Станислава 1-й ст. (11 (23) июня 1865)
- Орден Святого Владимира 2-й ст. (30 августа (11 сентября) 1870)
- Орден Святого Владимира 1-й ст. с мечами (15 (27) сентября 1877)
- Орден Святого Георгия 2-й ст. (30 ноября (12 декабря) 1877)
- Золотая украшенная бриллиантами сабля с надписью «За отличное командование Рушукским отрядом» (26 февраля (10 марта) 1878)
- Светло-бронзовая медаль «В память русско-турецкой войны 1877—1878» (17 (29) апреля 1878)

Иностранные награды
- Прусский Орден Чёрного орла (27 июля (8 августа) 1857)
- Гессенский Орден Людвига 1-й ст. (27 августа (8 сентября) 1857)
- Ольденбургский Орден Заслуг герцога Петра-Фридриха-Людвига (26 июля (7 августа) 1860)
- Вюртембергский Орден Вюртембергской короны (8 (20) сентября 1864)
- Ганноверский Орден Святого Георгия (16 (28) мая 1865)
- Ганноверский Королевский Гвельфский орден (16 (28) мая 1865)
- Нидерландский Орден Нидерландского льва (19 (31) мая 1865)
- Датский Орден Слона (17 (29) июня 1865)
- Шведский Орден Серафимов (2 (14) июня 1865)
- Баварский Орден Святого Губерта (3 (15) июня 1865)
- Бельгийский Орден Леопольда I (11 (23) июня 1865)
- Мекленбург-Шверинский Орден Вендской короны (22 июня (4 июля) 1865)
- Итальянский Высший орден Святого Благовещения (5 (17) июля 1865)
- Французский Орден Почётного легиона (18 (30) июля 1865)
- Португальский Орден Башни и Меча (14 (26) августа 1865)
- Саксен-Веймарский Орден Белого сокола (20 сентября (2 октября) 1865)
- Испанский Орден Золотого руна (3 (15) декабря 1865)
- Бразильский Орден Южного Креста (14 (26) января 1866)
- Турецкий Орден Османие (1 (13) апреля 1866)
- Мексиканский Императорский орден Мексиканского орла (10 (22) апреля 1866)
- Датский Орден Данеброг (11 (23) июня 1866)
- Греческий Орден Спасителя (15 (27) июля 1866)
- Австрийский Орден Святого Стефана, большой крест (24 октября (5 ноября) 1866)
- Саксонский Орден Рутовой короны (25 ноября (7 декабря) 1866)
- Черногорский Орден Князя Даниила I (4 (16) января 1867)
- Бразильский Орден Педру I (15 (27) сентября 1868)
- Портрет персидского шаха Насреддина (15 (27) декабря 1869)
- Португальский Орден Христа, большой крест (19 (31) августа 1873)
- Португальский Ависский орден, большой крест (19 (31) августа 1873)
- Мальтийский Большой крест Чести и Преданности (22 января (3 февраля) 1876)
- Румынский Орден Звезды Румынии (15 (27) ноября 1877)
- Прусский Орден «Pour le Mérite» (3 (15) декабря 1877)
- Мекленбург-Шверинский Крест «За военные заслуги» (Мекленбург-Шверин)[нем.] (3 (15) декабря 1877)
- Румынская Медаль «Военная добродетель»[англ.] (17 (29) января 1878)
- Сербский Орден Таковского креста (26 марта (7 апреля) 1878)
- Румынский Крест «За переход через Дунай» (10 (22) мая 1879)
- Шведский Орден Святого Олафа (20 августа (1 сентября) 1879)
- Японский Орден Восходящего солнца (28 августа (9 сентября) 1880)
- Британский Орден Подвязки (1881)
- Гавайский Орден Камехамехи I (1881)
- Сиамский Орден Королевского дома Чакри (1891)
- Цепь к шведскому Ордену Серафимов (15 (27) февраля 1892)
- Прусский Орден Дома Гогенцоллернов
- Нидерландский Военный орден Вильгельма
- Нидерландский Орден Золотого льва Нассау
- Болгарский Орден «За храбрость»

## Память

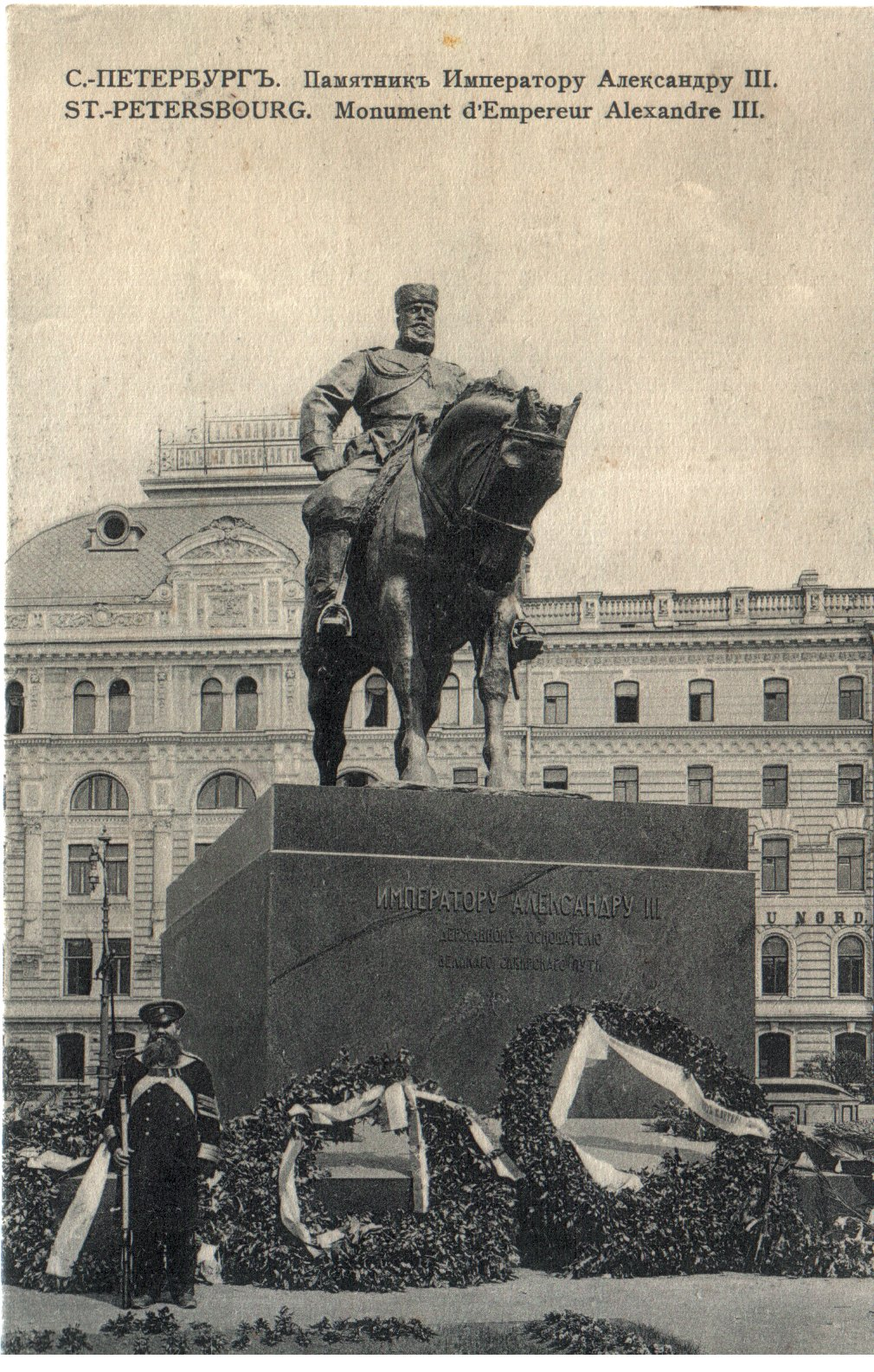
Памятник царю в Санкт-Петербурге. Открытие. 1909

Президент России Владимир Путин на церемонии открытия памятника Александру III в 2017 году. Крым, парк Ливадийского дворца

Следуя заветам предков, Николай II стремился увековечить память о покойном родителе. В частности, 13 (25) апреля 1895 года новый император подписал указ о создании в Петербурге «Русского Музея Императора Александра III» (открыт 7 (19) марта 1898 года), а 31 мая (13 июня) 1912 года был открыт Музей изящных искусств имени императора Александра III при Императорском Московском университете.
После Октябрьской революции память об императоре была стёрта, установленные ему в Российской империи памятники демонтированы, остался только памятник царю в Санкт-Петербурге (который после 1937 года был перемещён несколько раз). Лишь во Франции сохранились топонимы, напоминающие о роли Александра III в заключении франко-русского союза. В конце 1990-х годов началось воссоздание (и создание новых) монументов этого монарха.
В России после распада СССР личность Александра III стала в определённой степени идеализироваться и использоваться националистами, которые связывают с его правлением доктрину «Россия — для русских». Вместе с тем Сергей Витте в своих воспоминаниях не раз подчёркивает, что русский национализм Александра III и его окружения не был направлен на третирование и притеснение национальных меньшинств, что стало характерным для черносотенного движения, поддерживавшегося властью лишь в эпоху Николая II. Александру III также приписывается авторство слов «у России есть только два союзника — её армия и флот».
В селе Первомайское Чугуевского района Харьковской области Украины в рамках деколонизации снесли памятник российскому императору Александру ІІІ, установленный в 2013 году.
В 2021 году под Санкт-Петербургом в Гатчине около дворца был открыт памятник Александру III (скульптор Владимир Бродарский; по эскизу 1899 года Паоло Трубецкого).

## Образ в кино
- Яков Малютин — «Степан Халтурин» (1925)
- Михаил Погоржельский — «Василий Суриков» (1959)
- Тони Джей — «Fall of Eagles» (1974).
- Лев Золотухин — «Берег его жизни» (1984)
- Сергей Кудимов — «Роман императора» (1993)
- Геннадий Воропаев — «Великая княгиня Елисавета» (1993)
- Никита Михалков — «Сибирский цирюльник» (1998)
- Венчислав Хотяновский — «Романовы» (2013)
- Михаил Мамаев — «Любовь императора» (2003)
- Александр Феклистов — «Звезда империи» (2007)
- Сергей Гармаш — «Матильда» (2017)
- Борис Хасанов — «Шерлок Холмс в России» (2020)
- Максим Щёголев — «Плевако» (2024)

## Утверждения об обнаружении записи голоса Александра III
В марте 2021 года в российских соцсетях начал вирусно распространяться ролик, на котором, как утверждалось, были зафиксированы голоса Александра III и его жены Марии Федоровны. Ролик приобрёл известность, на него стали ссылаться известные журналисты и политики. На записи слышен разговор двоих супругов, после чего мужчина исполняет песню на русском языке с сильным скандинавским  акцентом. Источником звукозаписи является сайт Университетской библиотеки Дании, на котором содержится архив оцифрованных записей, сделанных на фонограф в 1889—1893 годах в резиденции датского короля во Фреденсборге. Указанная запись расположена в архиве под № 127 и названа «частной записью датско-русской пары», также отмечено, что «исполнитель» неизвестен.
Автором версии о принадлежности голоса Александру III, распространившейся в российской медиасфере, является датский музыковед и культуролог Стен Нильсен, который изложил её как одну из возможных в своей книге «Первые звукозаписи Дании: фонограф Эдисона в Копенгагене 1890-х годов» (Danmarks første lydoptagelser: Edisons fonograf i 1890’ernes København) в 2017 году. В своём интервью 2021 года он заявил, что сделал такое предположение на основании того, что «эта версия самая соблазнительная, если мыслить масштабно, то почему не выбрать наибольший масштаб», при этом он отметил, что не знает кому в действительности принадлежат голоса на записи. Он также сказал, что в связи с отсутствием знания русского языка, он связался с профессором Орхусского университета, лингвистом Галиной Стариковой, которая объяснила ему, что женщина на записи говорит на корректном русском языке, однако мужчина говорит как человек, для которого русский язык не был родным. О том, как для себя Нильсен объяснил подобную ситуацию, он заявил: «я не знаю, был ли русский самым распространённым языком в императорской семье в то время, возможно они использовали разные языки в разных ситуациях». Он также отмечает, что в коллекции находятся другие записи на русском языке с неизвестными исполнителями.
Ирина Эдуардовна Рыженко, заведующая научным архивом музея-заповедника «Гатчина» также отмечает, что утверждения о принадлежности голосов императорской паре сделаны на основании косвенных факторов, таких как посещение ими Фреденсборга в 1890-х годах и т. п. По словам Рыженко, мужчина на записи совершенно незнаком с русской фонетикой и, если бы голос действительно принадлежал Александру III, это в корне противоречило бы системе воспитания в императорской семье, где детей с ранних лет учили говорить на правильном, «чистом» русском языке, а иностранные языки Александр III освоил только к двадцати годам . Она также указывает на то, что было бы очень странно, если бы вопиющий факт того, что российский император с трудом говорил на русском языке, никак не был бы замечен современниками и не нашёл отражения ни в одной публикации . Основываясь на косвенных данных, Рыженко делает предположение что голоса на записи могли бы принадлежать, к примеру, Ольге Константиновне и её супругу королю Георгу I .